# Armorial de la noblesse polonaise
- il comporte peu ou pas de sources.
- certaines figures ne sont pas accompagnées de leur blasonnement.
- certaines figures sont encore dans un format bitmap et doivent être vectorisées.

Les armoiries ou blason (en polonais : herb) étaient, dans l'ancienne Pologne puis dans la république des Deux Nations (Pologne et Lituanie), l'emblème et le privilège de la noblesse. 
Les nobles ajoutaient à leur nom l'indication de leur blason : par exemple, Tadeusz Kosciuszko pouvait se présenter comme : « Tadeusz Kosciuszko herbu Roch III », parce que sa famille partageait avec d'autres familles nobles le blason « Roch III ». Le blason polonais n'était donc pas familial, mais clanique.

## Historique
La réception des emblèmes armoriaux selon les modèles occidentaux commence au milieu du XIIIe siècle en Silésie et s'achève au milieu du XIVe siècle en Mazovie. À cette époque, il ne s'agit pas de pièces héraldiques, mais seulement d'emblèmes représentant des objets concrets : des motifs animaliers, végétaux, astronomiques, militaires, agricoles. À partir de la deuxième moitié du XIVe siècle, apparaissent les noms héraldiques dérivés du cri de rassemblement (ou : proclamation) des chevaliers combattant sur un champ de bataille avec la même bannière lignagère (clans de chevalerie). 
Les emblèmes armoriaux inscrits sur l'écu sont partagés par plusieurs familles. Les noms sont le plus souvent liés au surnom de la famille la plus influente qui impose son nom à toute la communauté armoriale. 
La noblesse polonaise était une noblesse d'épée dont les privilèges et les devoirs de l’état nobiliaire ont été précisés pour la première fois dans la constitution Nihil Novi de 1505. Ce cadre légal a subsisté sous une forme presque inchangée jusqu’à la constitution du 3 mai 1791. En échange des allègements fiscaux, du droit à la possession de la terre, au libre accès aux dignités ecclésiastiques et publiques et à l’interdiction d’emprisonnement sans verdict d’un tribunal, la noblesse avait l'obligation de se présenter armée en cas d’expédition militaire. Le non-respect de cette obligation entraînait la confiscation des biens. Ceci avait encore lieu au XVIIe siècle. 
L’État polonais cessant d'exister en 1795, après le troisième partage de la Pologne, les titres de noblesse sont ensuite distribués, selon la région, par la puissance annexante (Russie, Prusse ou Autriche). 
Les privilèges concernaient toute la noblesse polonaise sans différenciation, phénomène original par rapport aux d’autres pays d’Europe. C’est de là que vient le dicton polonais « Un noble sur son lopin est l’égal d’un voïvode ». L’obsession de l'égalité de tous les nobles se traduisait par l'interdiction des titres aristocratiques héréditaires, à l’exception des titres princiers reconnus dans le cadre de l’union de Pologne-Lituanie pour les familles ruthènes d’origine dynastique. Exception était aussi faite pour les titres accordés par la Diète.
Les historiens estiment le nombre des nobles polonais à 8-12 % de la population, proportion élevée (2 % en France). Une fois le statut de noble obtenu, un bouclier armorial est transmis à travers les générations. Armes et statut de noblesse sont hérités par tous les membres de la famille, pas seulement par le premier fils. Pour cette raison, la classe noble en Pologne englobe les écuyers et les plus modestes chevaliers.

## Quelques blasons de la noblesse polonaise

Herb Rzeczpospolitej Obojga Narodow
Herb Abdank (Awdaniec)
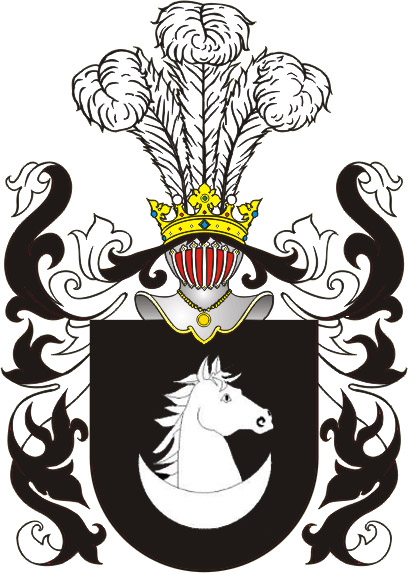
Herb Alabanda
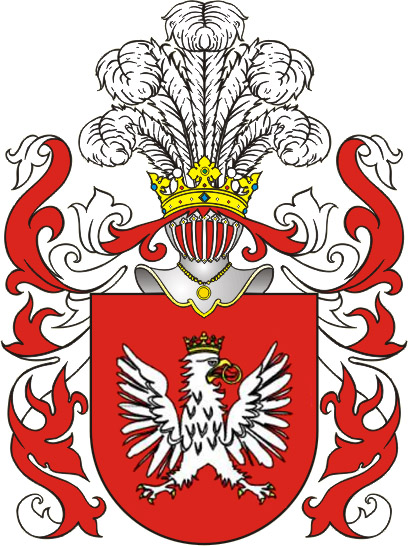
Herb Amadej
Herb Bajbuza
Herb Bawola-Głowa
Herb Belina
Herb Bełty
Armoiries des Princes Belosselsky-Belozersky.
Herb Beztrwogi
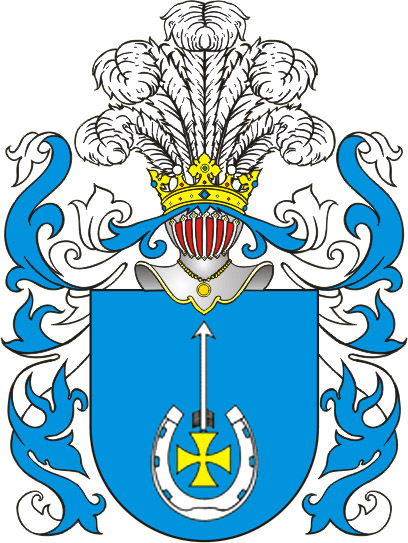
Herb Białynia
Herb Biberstein
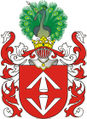
Herb Bogorya (Bogoria)
Herb Bojcza
Herb Bołoz
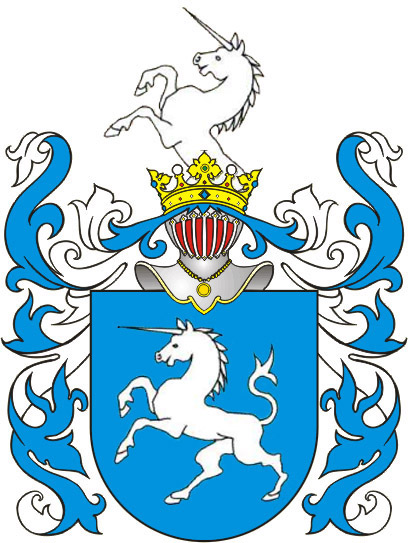
Herb Boncza
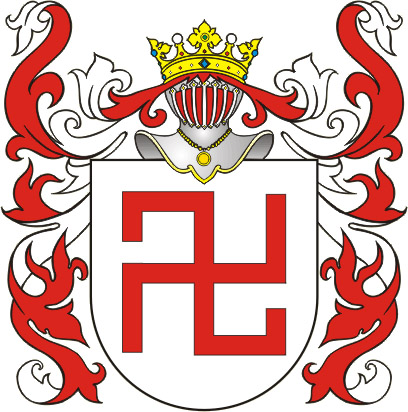
Herb Boreyko
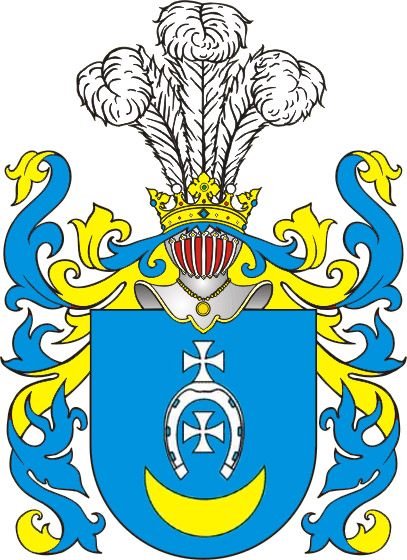
Herb Bożawola
duc Brama
Herb Brodzic
Herb Bronic
Herb Brzuska
Herb Chalecki
Herb Charyton
Herb Chodkiewicz
Herb Cholewa
Herb Cielątkowa
Herb Cieleski
Herb Ciężosił
Herb Ciołek
Herb Czartoryski (Pogoń Lituanien)
Herb Czewoja
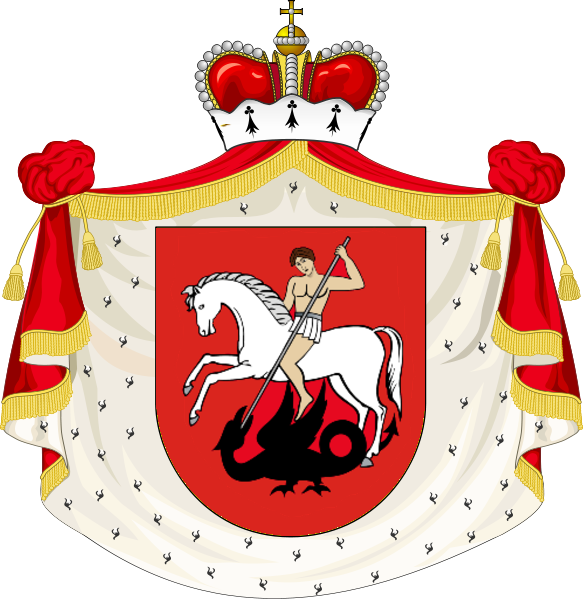
Czetwertyński
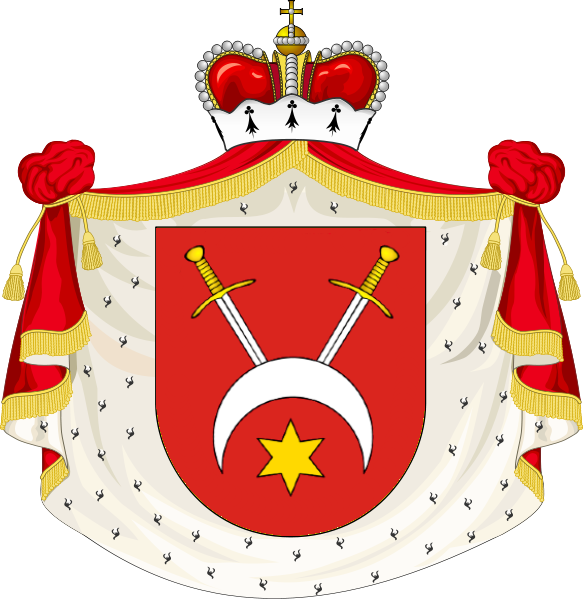
Czetwertyński II Durasov
Herb Dąb
Herb Dąbrowa
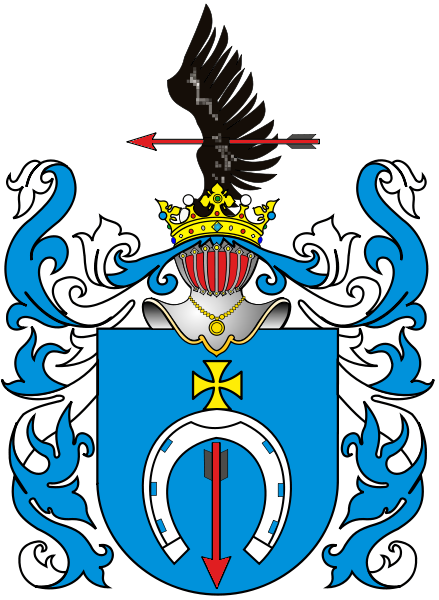
Herb Dąbrowski (Dołęga odmiana)
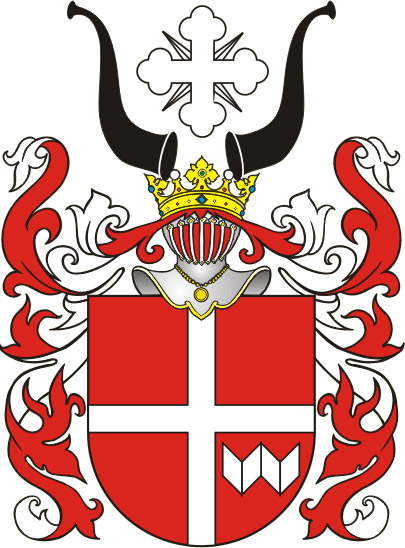
Herb Dębno
Herb Deszpot
Herb Dołęga
Herb Doliwa
Herb Drogosław
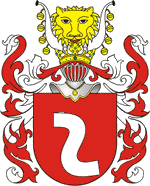
Herb Drużyna
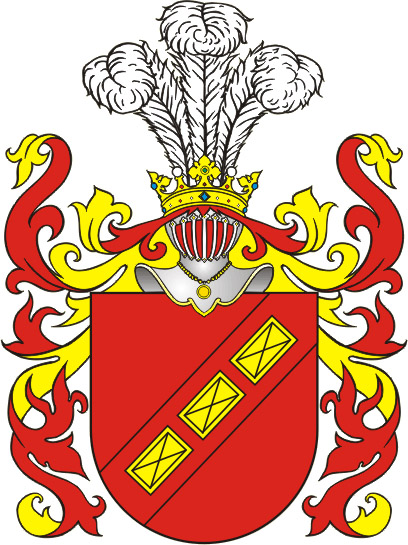
Herb Drya
Herb Drzewica
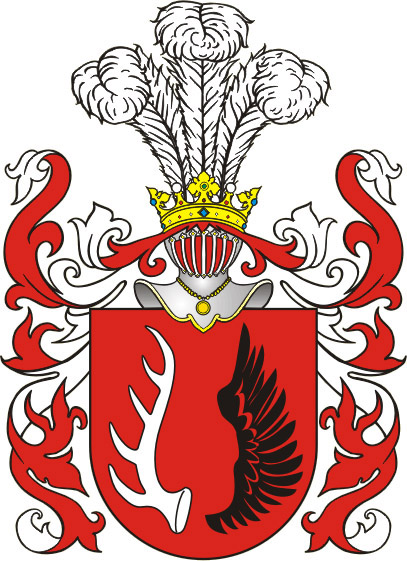
Herb Działosza
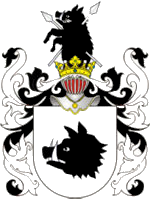
Herb Dzik
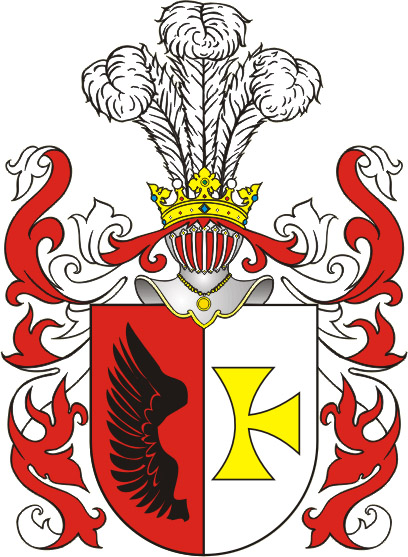
Herb Giejszt
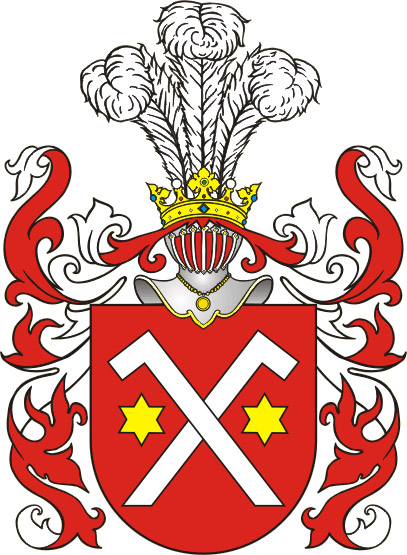
Herb Giejsztor
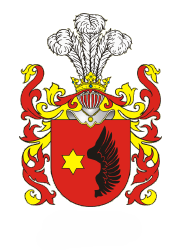
Herb Giełgud
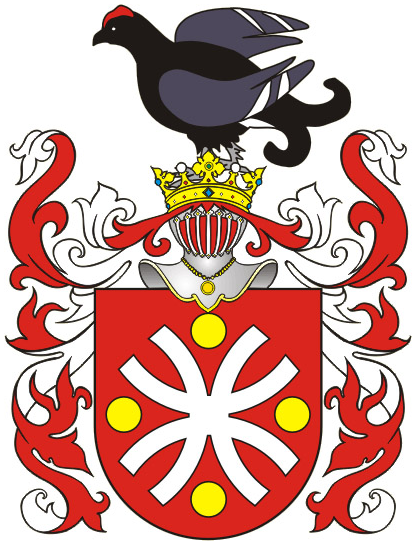
Herb Gierałt
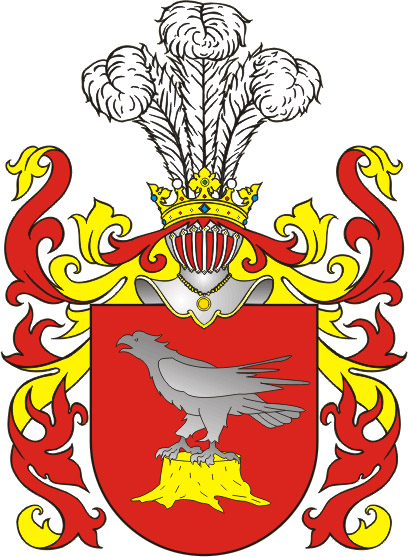
Herb Ginwiłł
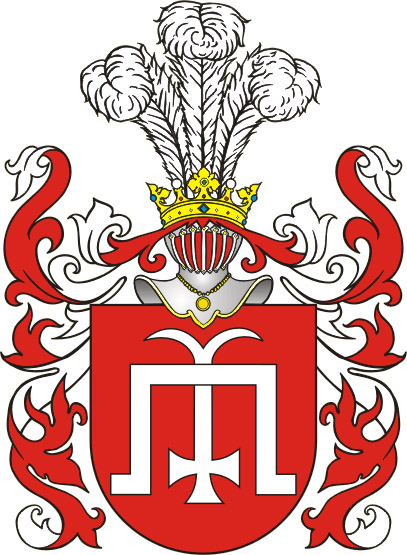
Herb Glinski
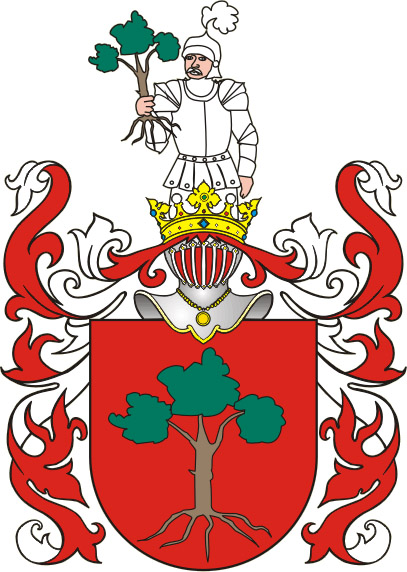
Herb Godziemba
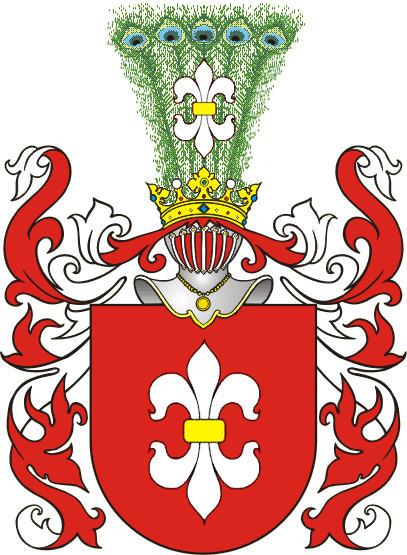
Peplowski Herb Gozdawa
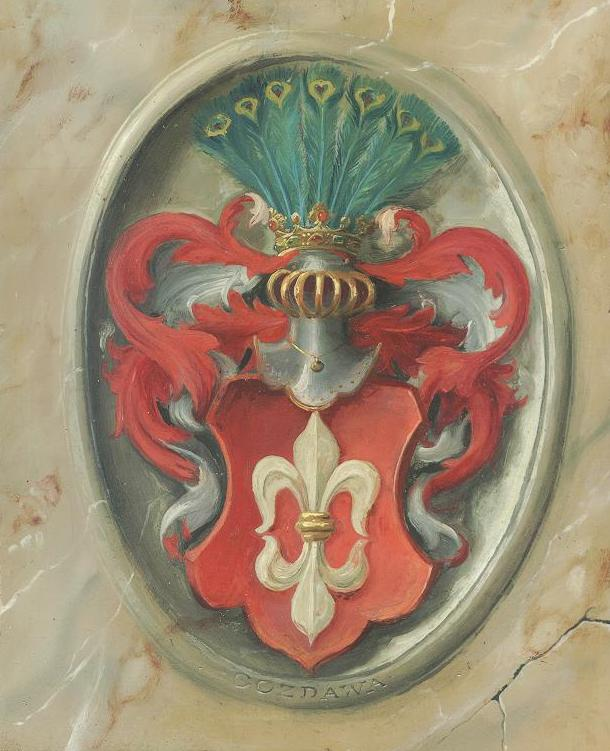
Herb Gozdawa
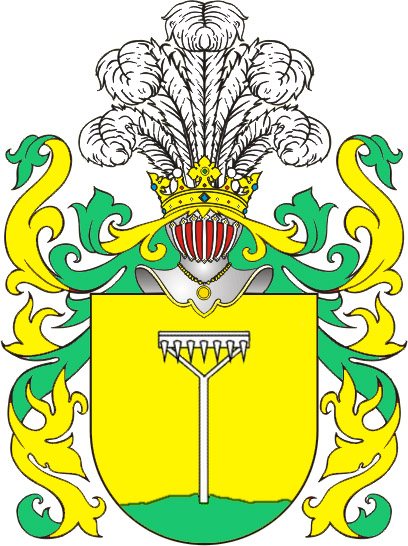
Herb Grabie
Herb Groty
Herb Gryf
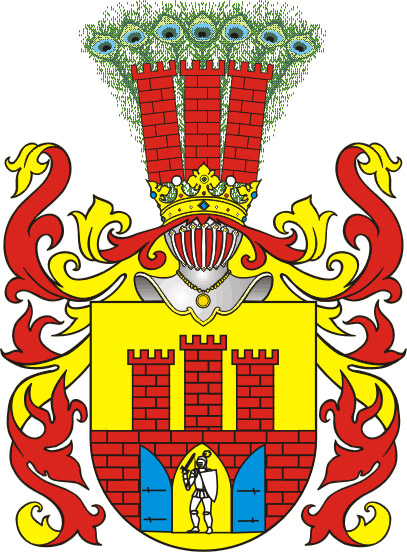
Herb Grzymała
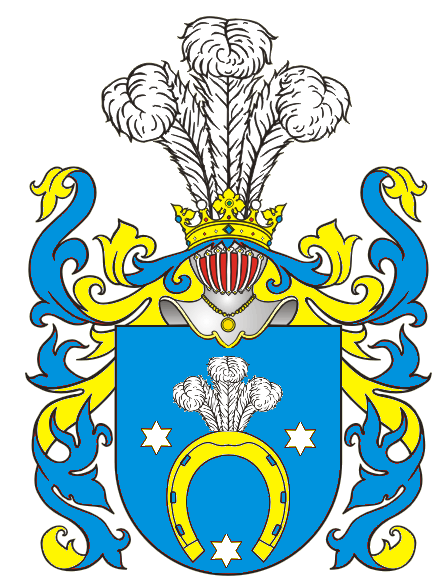
Herb Gutak
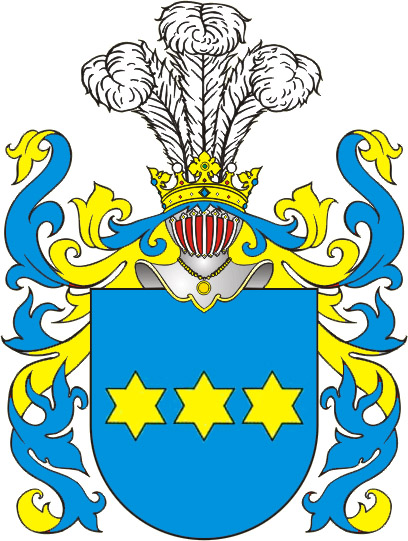
Herb Gwiazdy
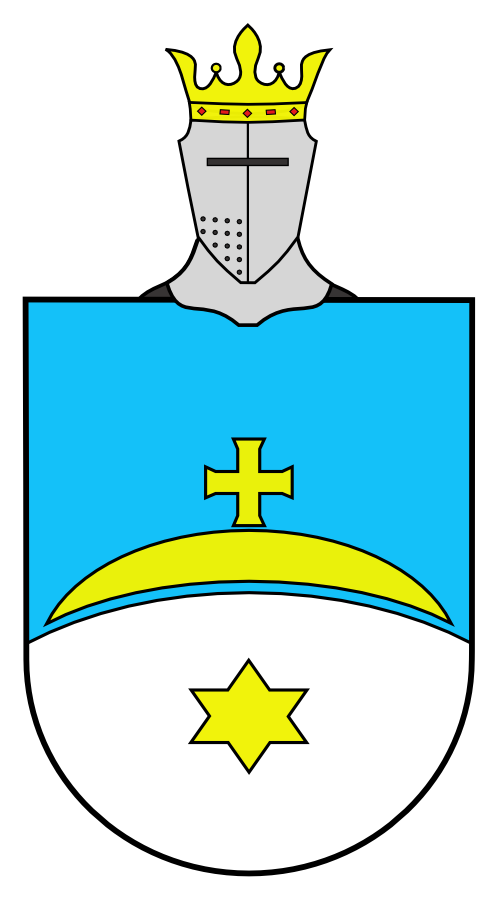
Herb Gwiaździcz
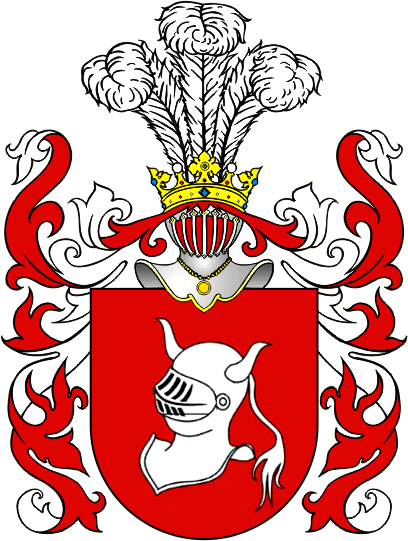
Herb Hełm
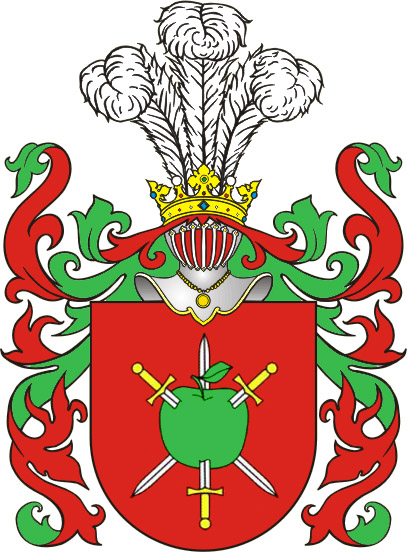
Herb Herburt
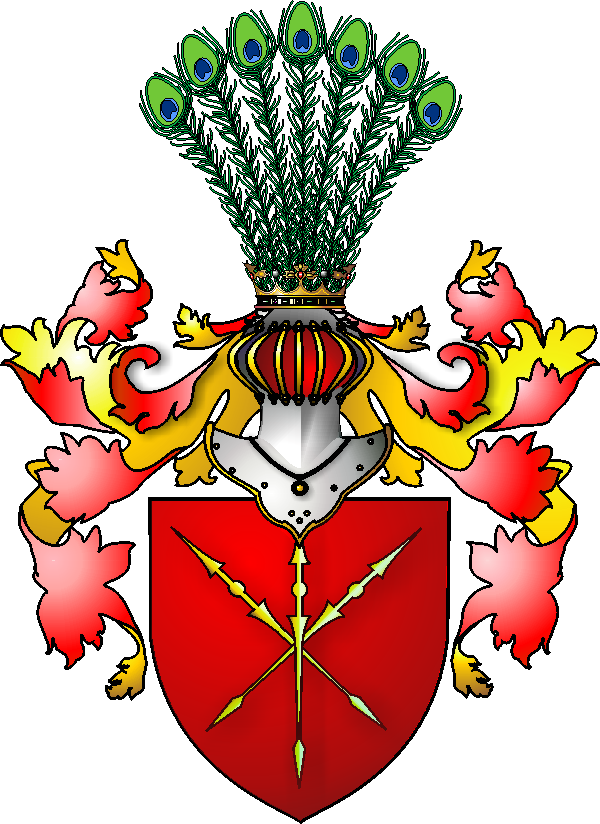
Herb Hilchen
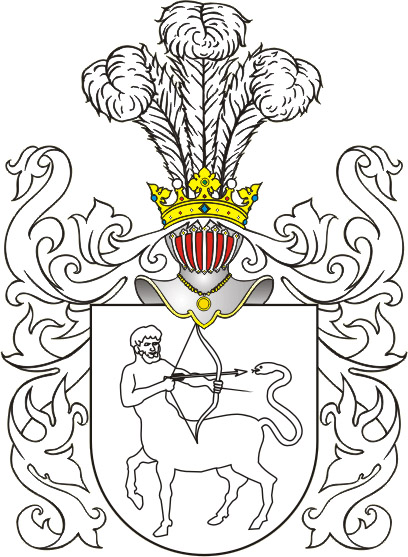
Herb Hipocentaur
Herb Hodyc
Herb Hołownia
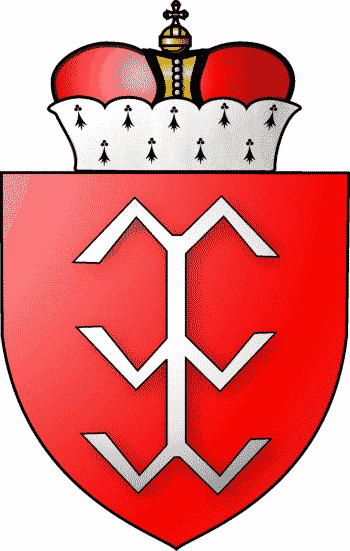
Herb Hołownia II
Herb Hornowski
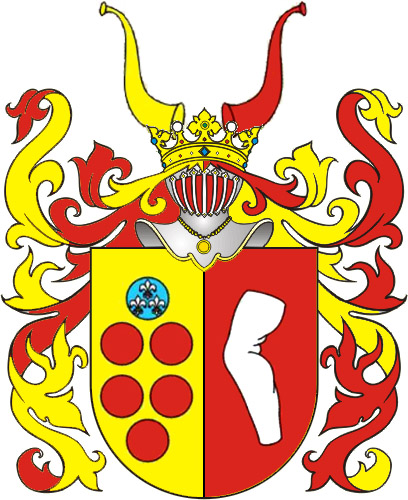
Herb Hozyusz
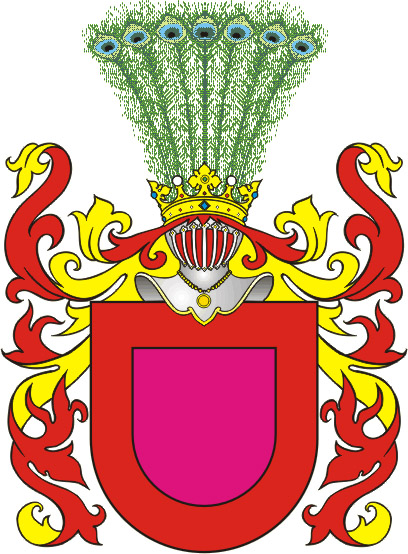
Herb Janina
Herb Jasieńczyk
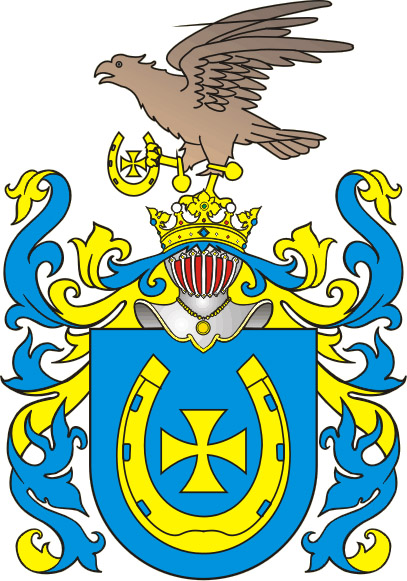
Herb Jastrzębiec
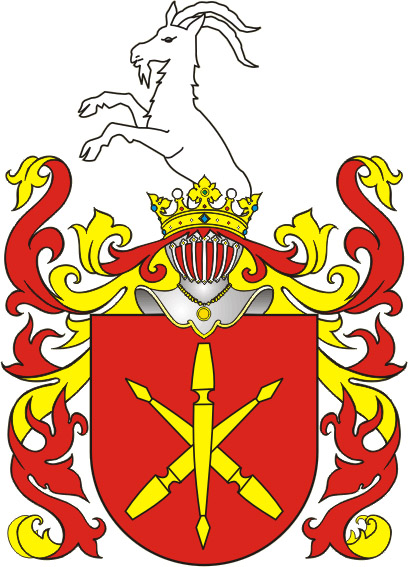
Herb Jelita (Koźlarogi, Koźlerogi, Nagody)
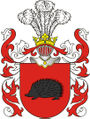
Herb Jeż
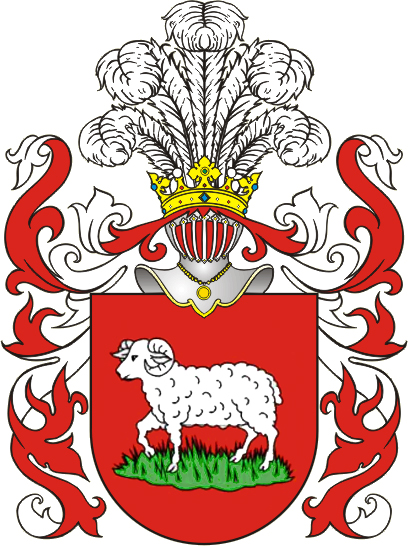
Herb Junosza
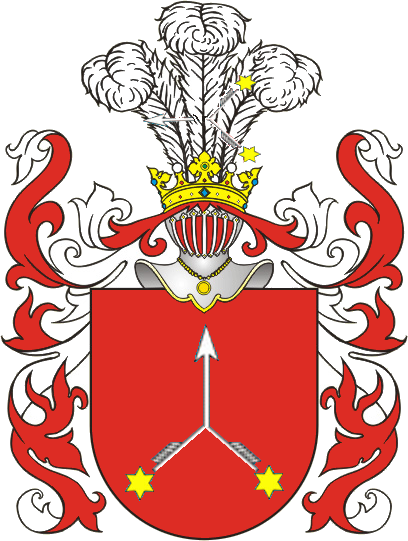
Herb Kalinowa
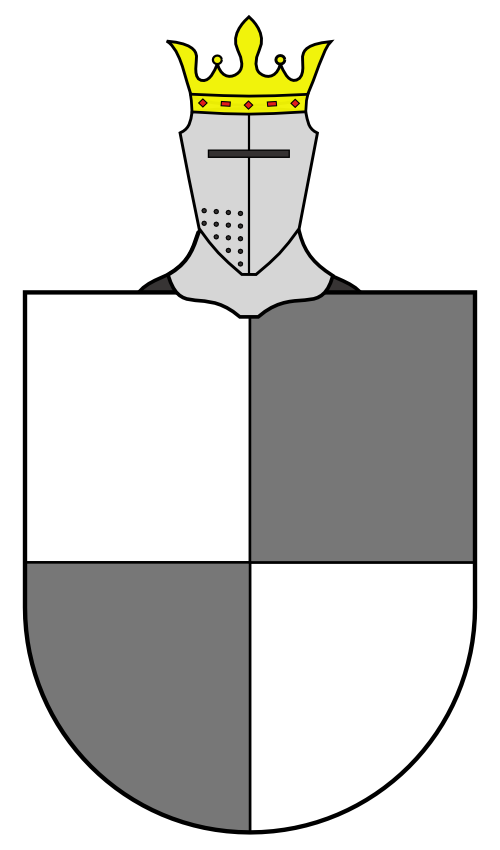
Herb Karęga
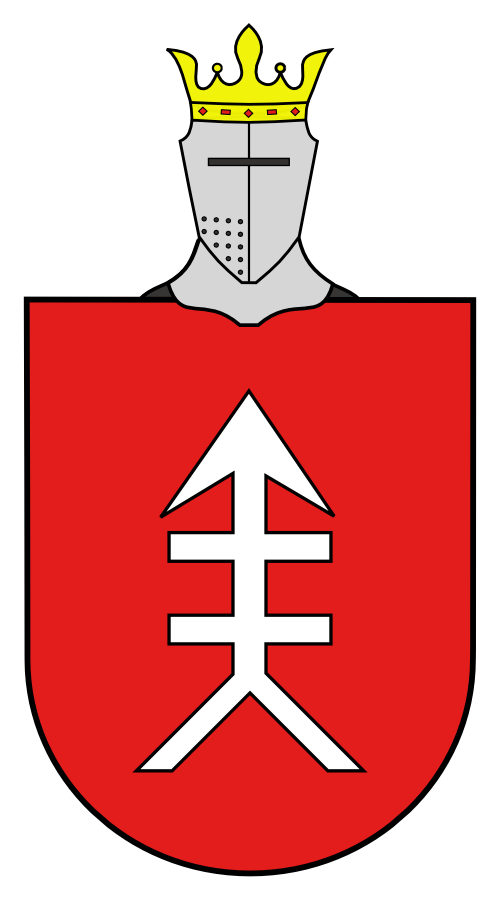
Herb Karnicki I
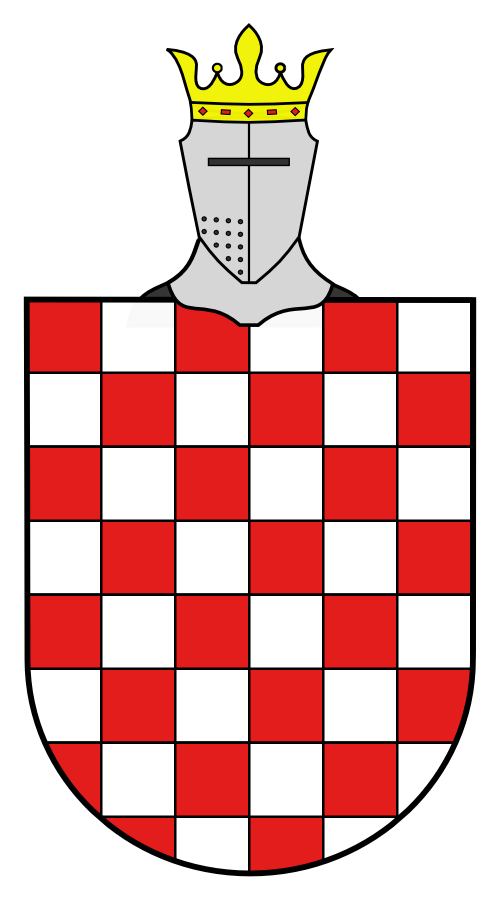
Herb Karnicki II
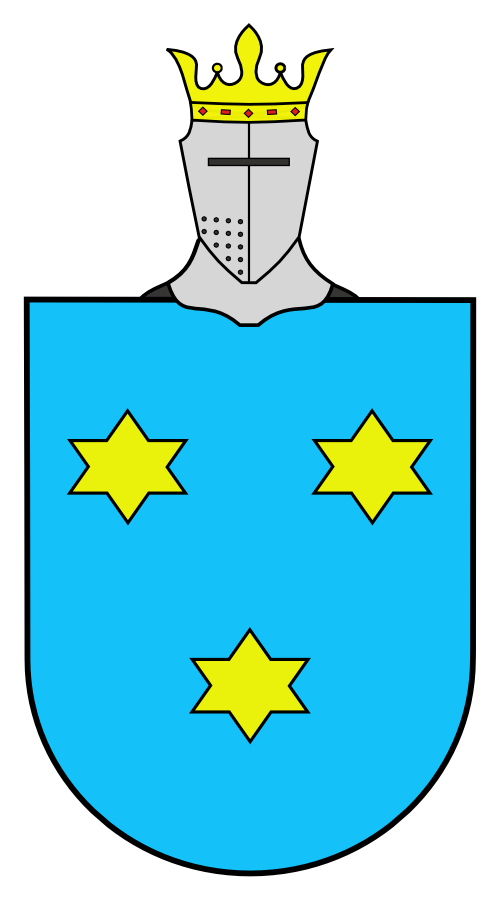
Herb Karp
Herb Kierdeja
Herb Klamry
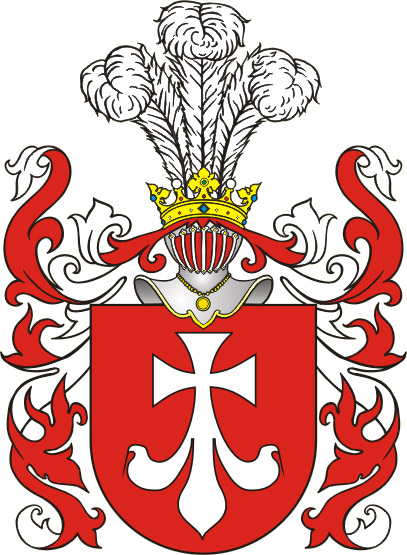
Herb Komar
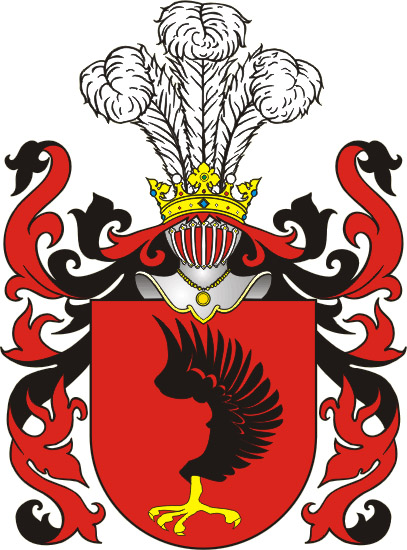
Herb Kopacz
Herb Kopaszyna
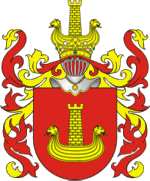
Herb Korab
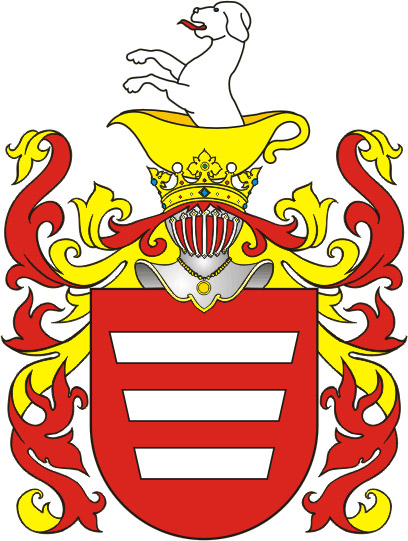
Herb Korczak
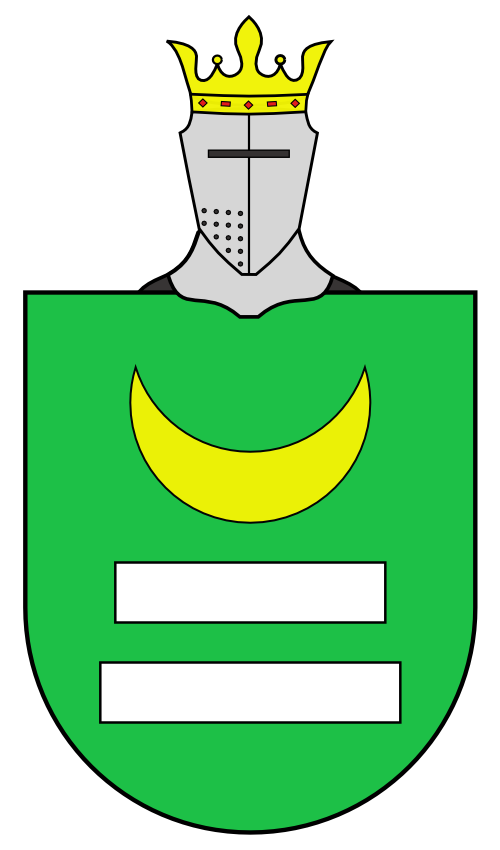
Herb Korczyk
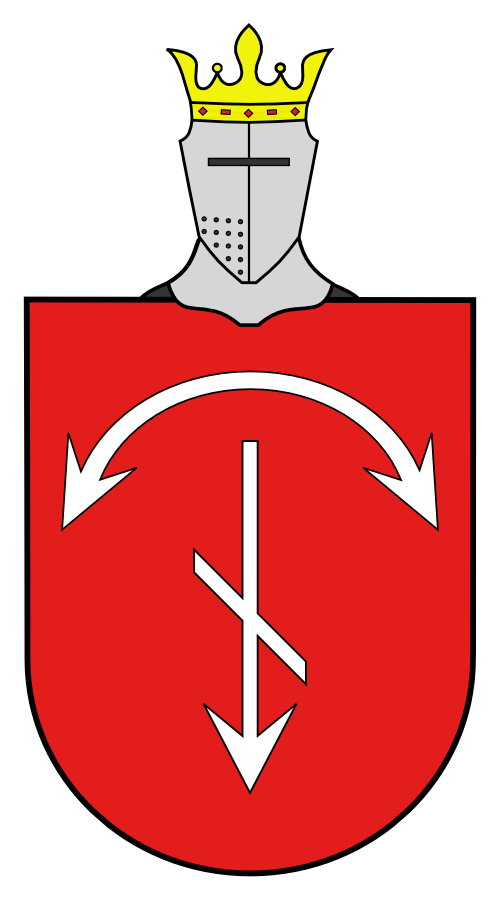
Herb Kordysz
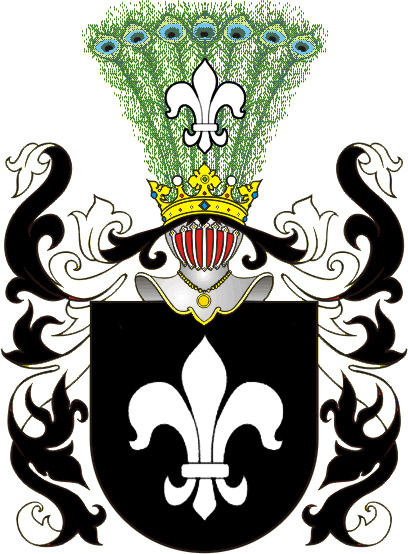
Herb Korsak
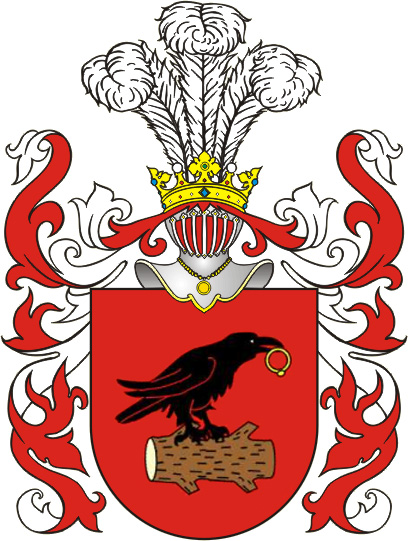
Herb Korwin (Ślepowron odmiana)
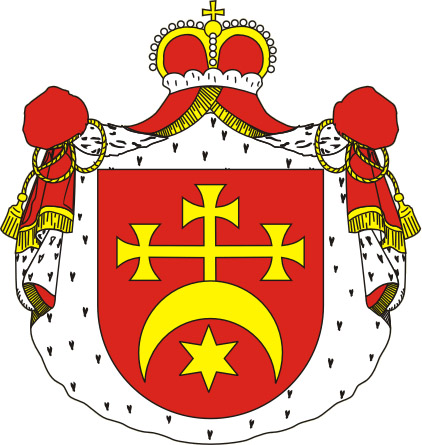
Herb Korybut
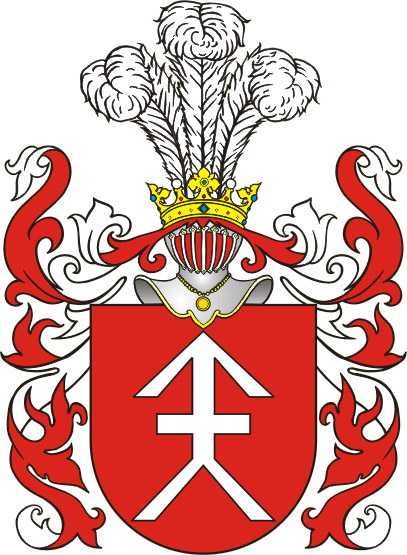
Herb Kościesza
Herb Kostrowiec I
Herb Kostrowiec II
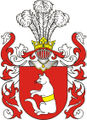
Herb Kot-Morski
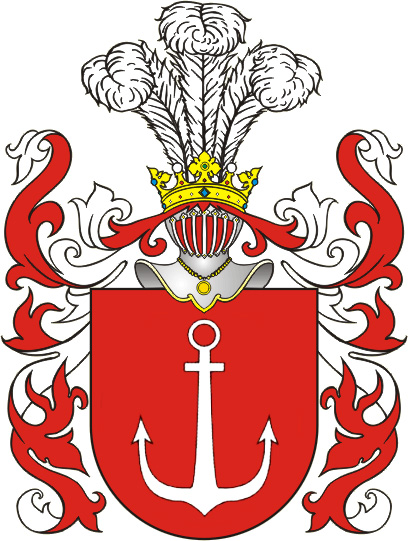
Herb Kotwica
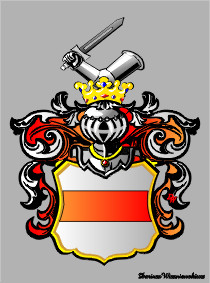
Herb Kotwicz
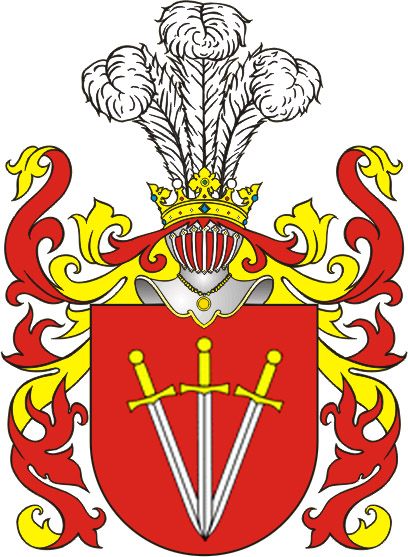
Herb Kownia
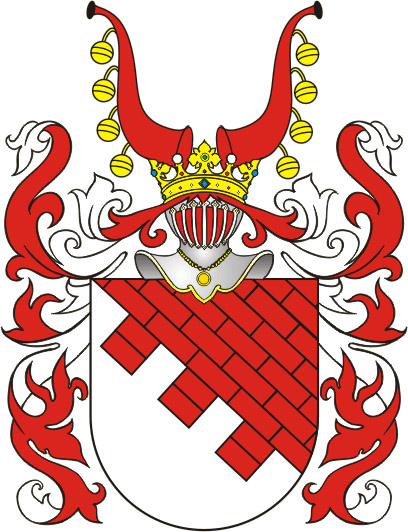
Herb Kozłowski
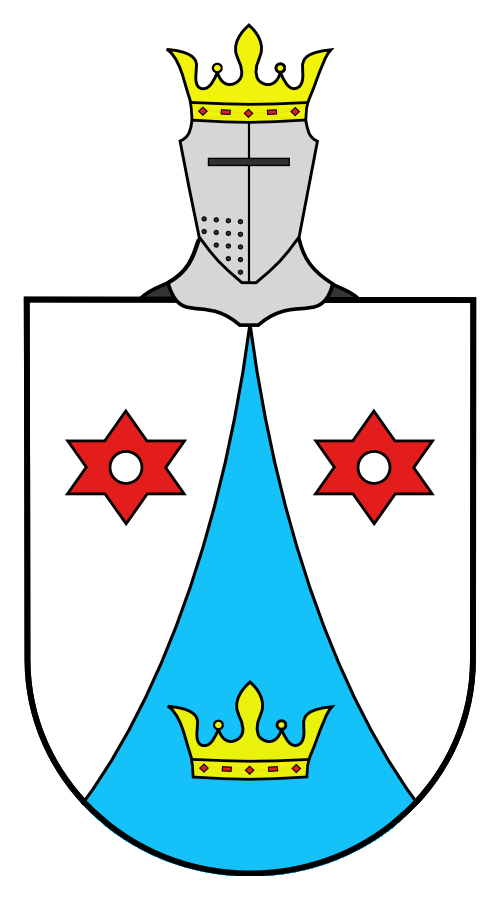
Herb Kronwald
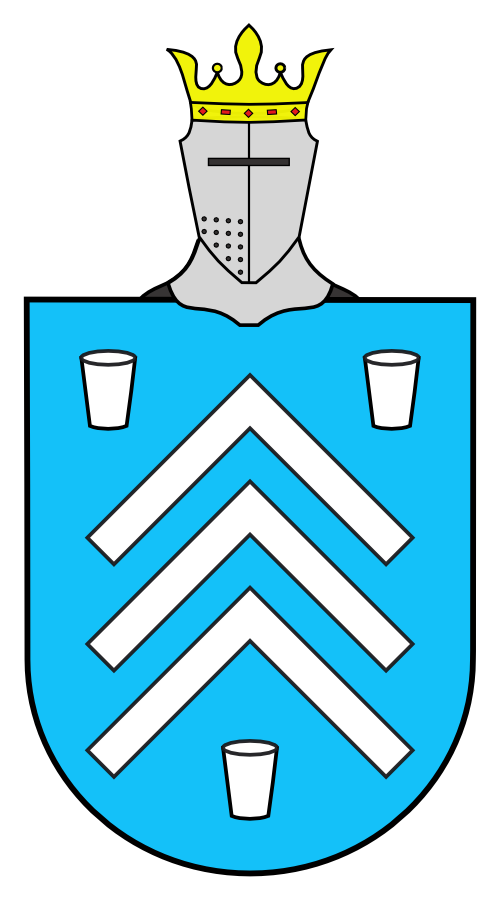
Herb Kruzer
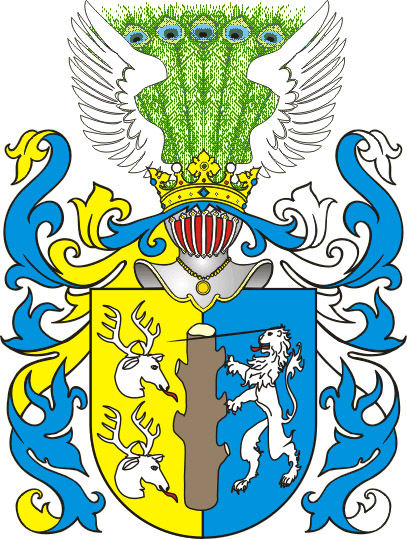
Herb Kryszpin
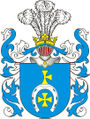
Herb Krzywda
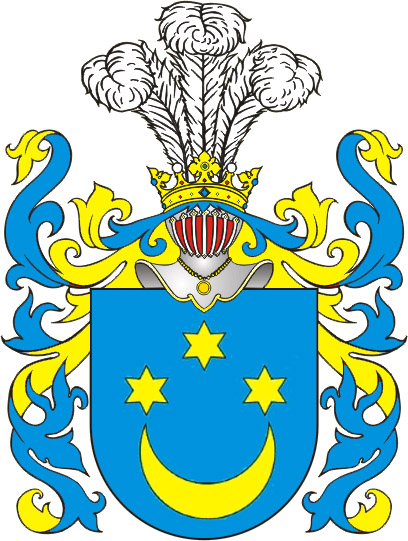
Herb Księżyc
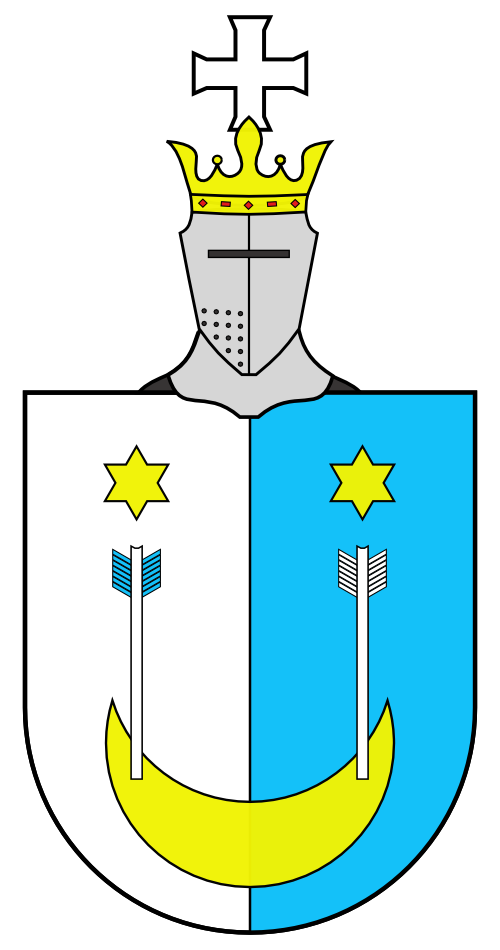
Herb Kujk
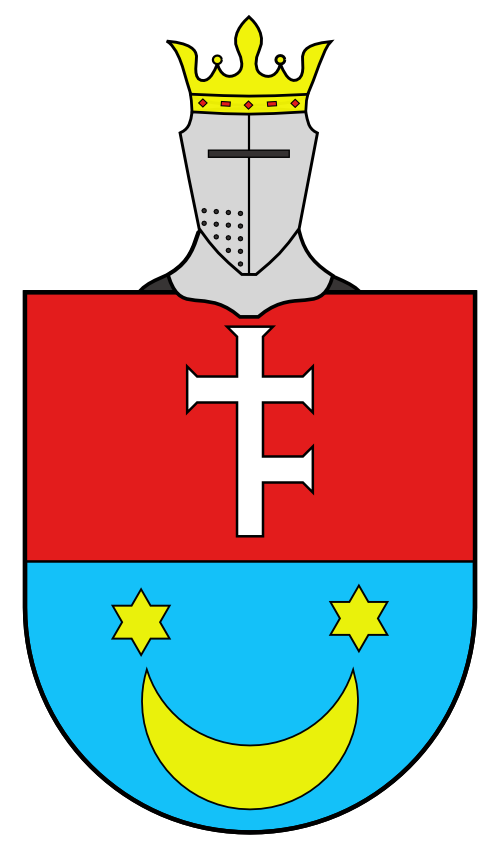
Herb Kulikowski
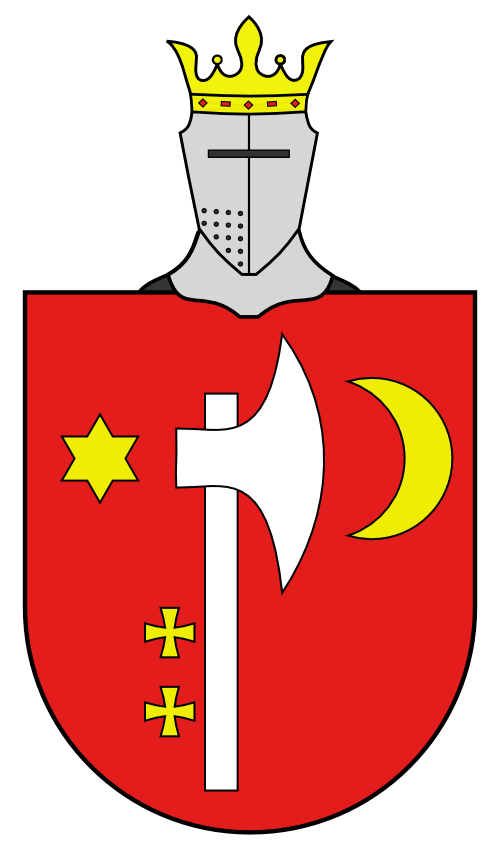
Herb Kułak
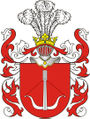
Herb Kusza
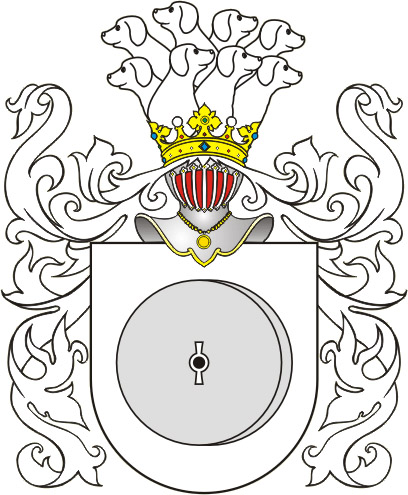
Herb Kuszaba
Herb Łabędź
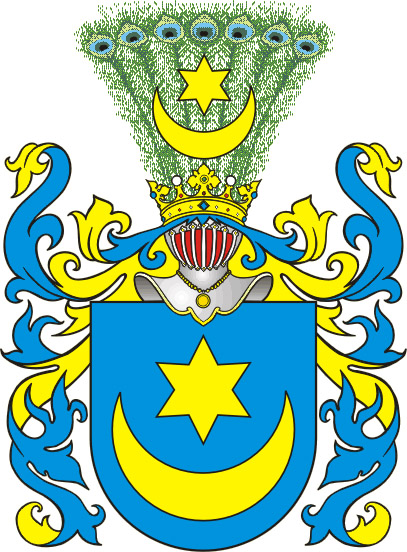
Herb Leliwa
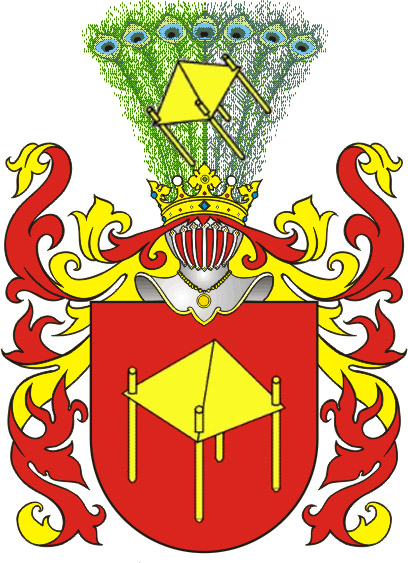
Herb Leszczyc
Herb Lis
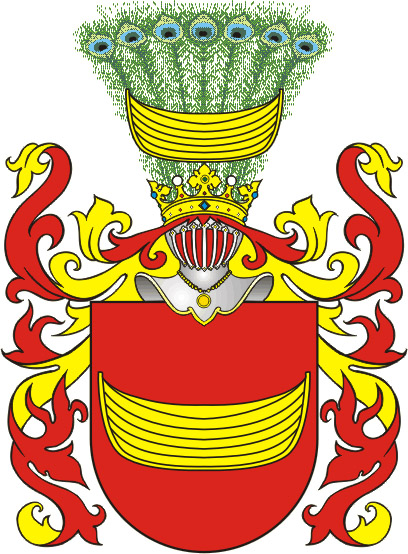
Herb Łodzia
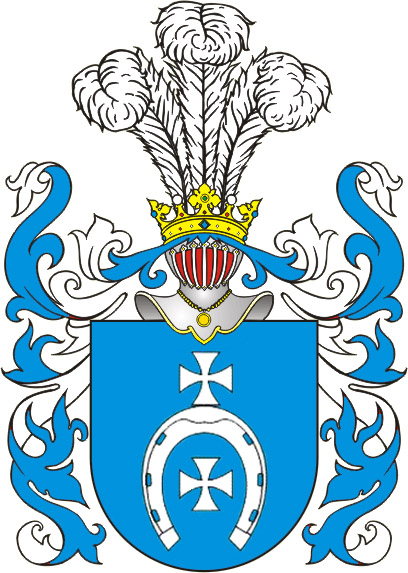
Herb Lubicz
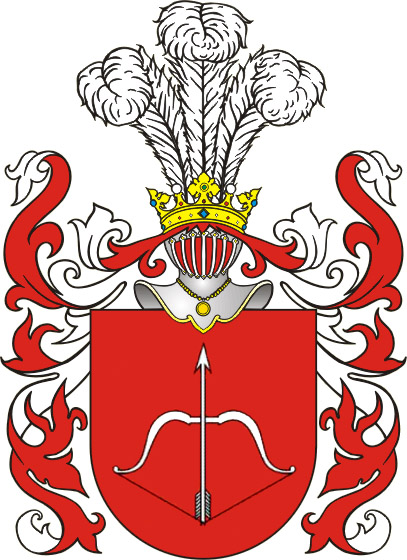
Herb Łuk
Herb Masalski ks. III
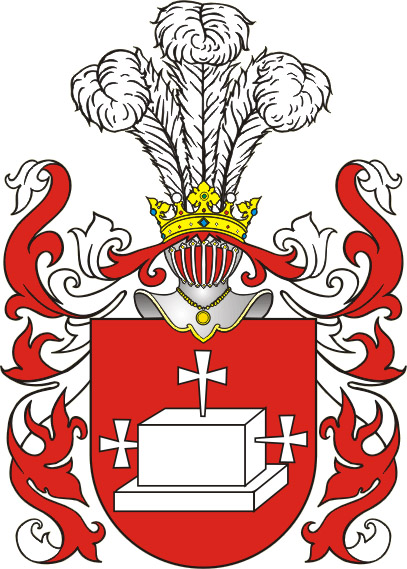
Herb Mogiła
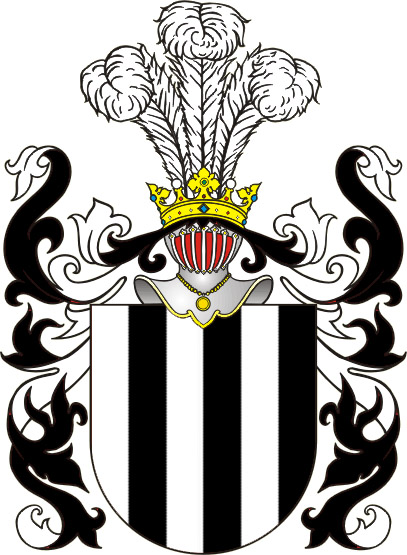
Herb Nabram
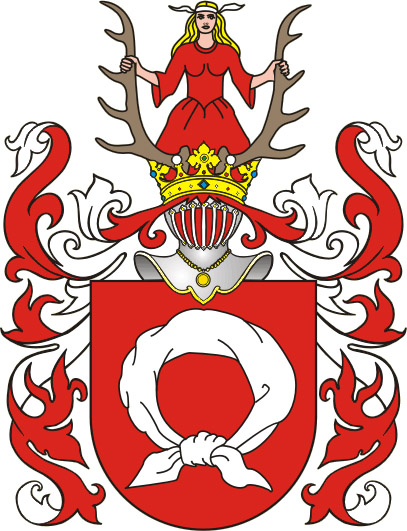
Herb Nałęcz
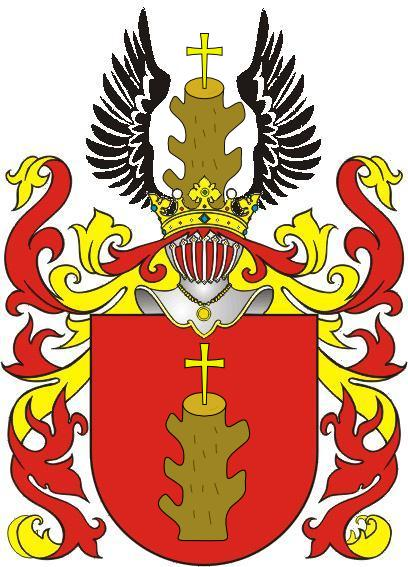
Herb Nieczuja
Herb Niesobia
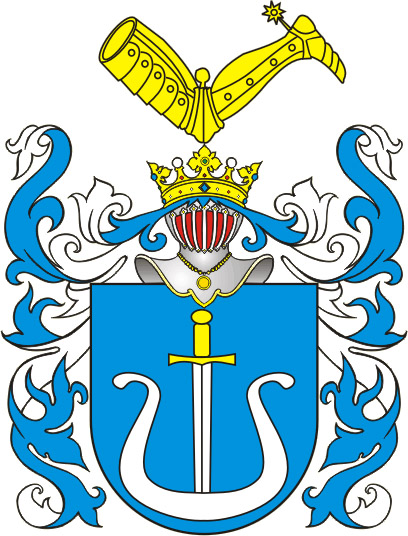
Herb Nowina
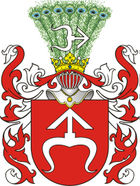
Herb Odrowąż
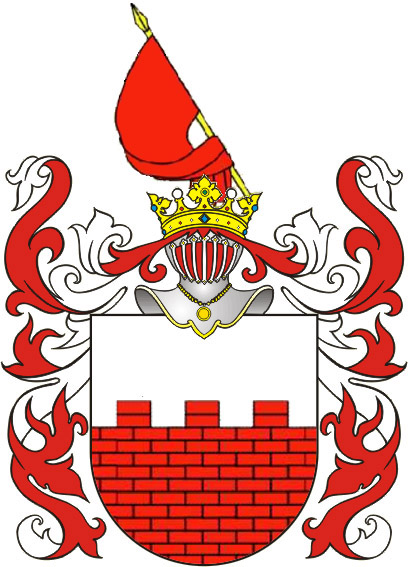
Herb Odwaga
Herb Odyniec
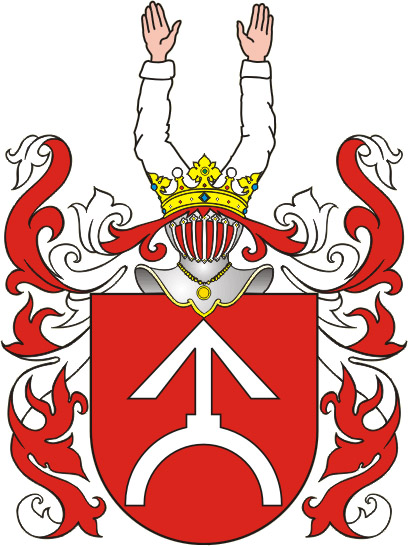
Herb Ogończyk
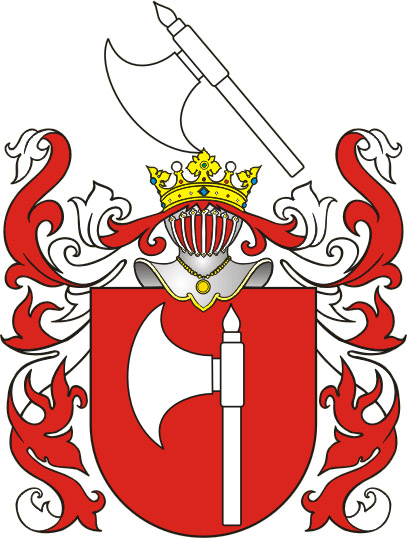
Herb Oksza
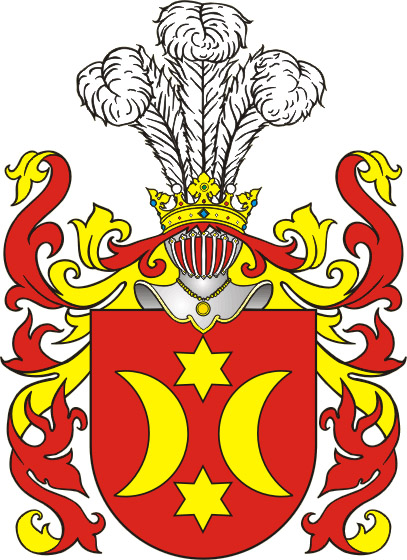
Herb Orda
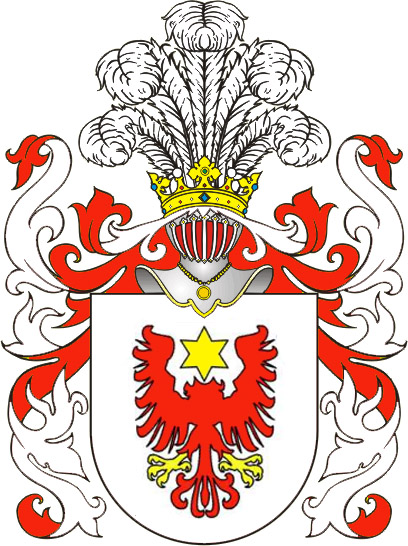
Herb Orla
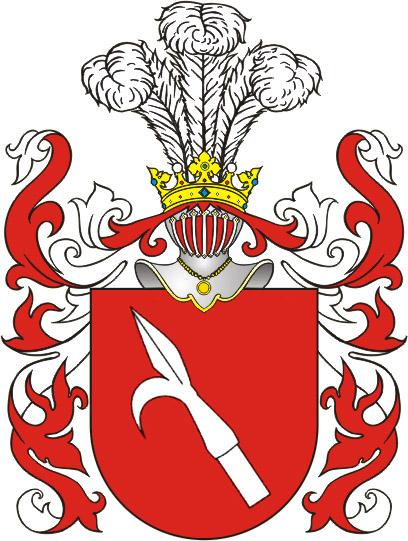
Herb Osek
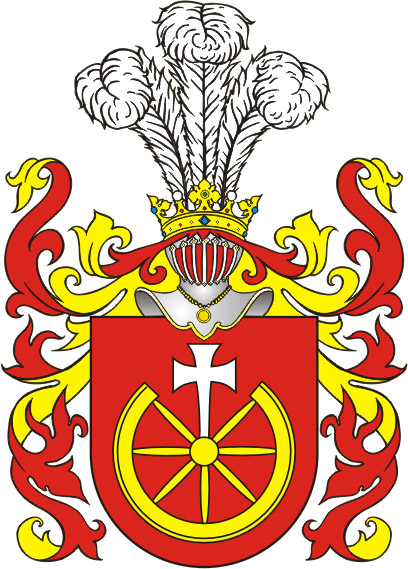
Herb Ossorya
Herb Ostoja
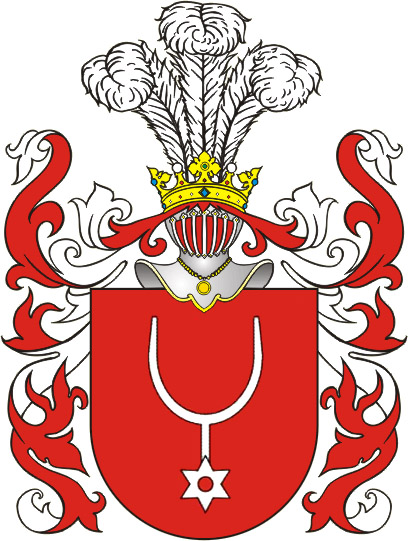
Herb Ostroga
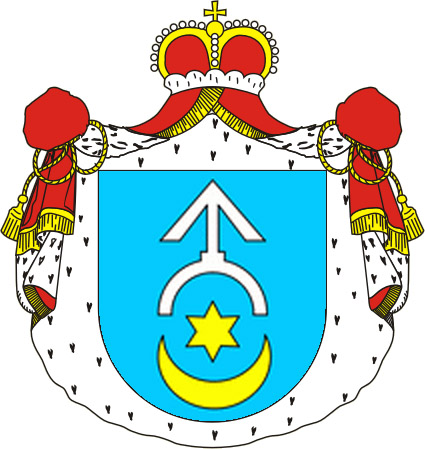
Herb Ostrogski
Herb Piastów
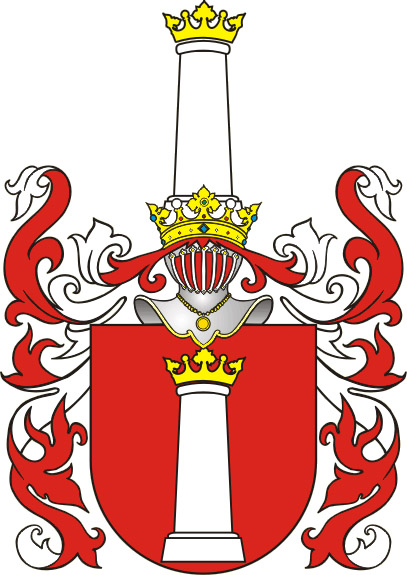
Herb Pierzchała
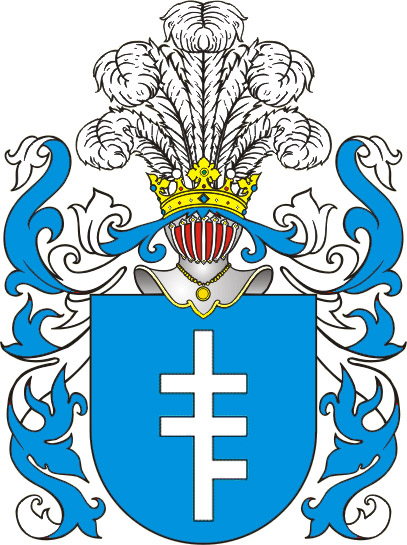
Herb Pilawa
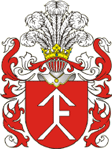
Herb Piłsudski
Herb Pobóg
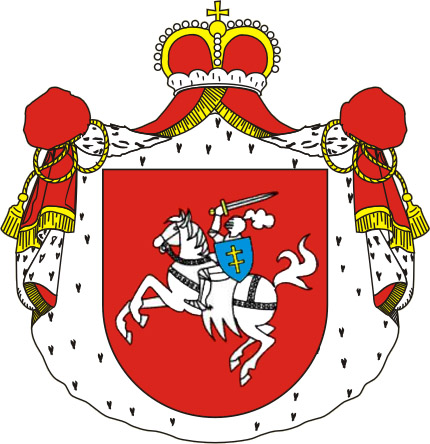
Herb Pogoń Litewska
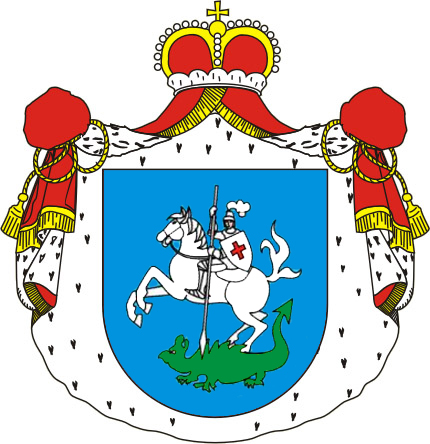
Herb Pogoń Ruska
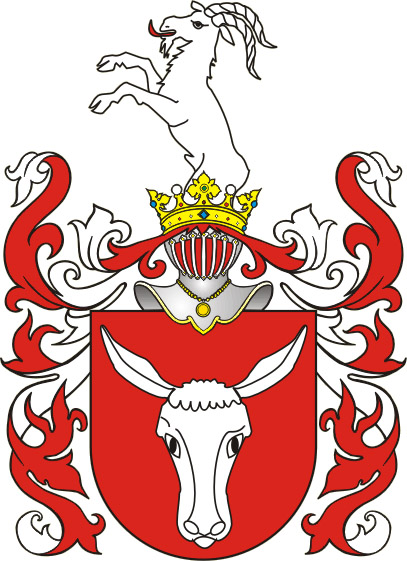
Herb Półkozic
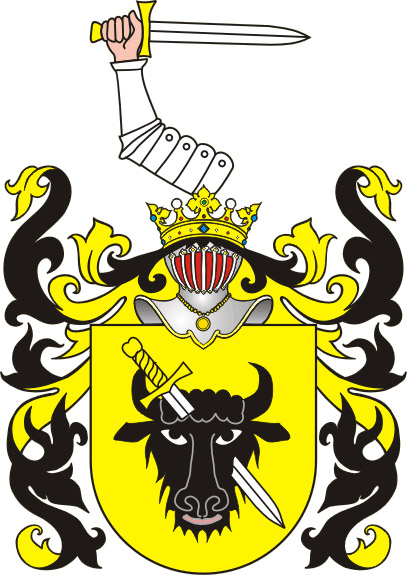
Herb Pomian
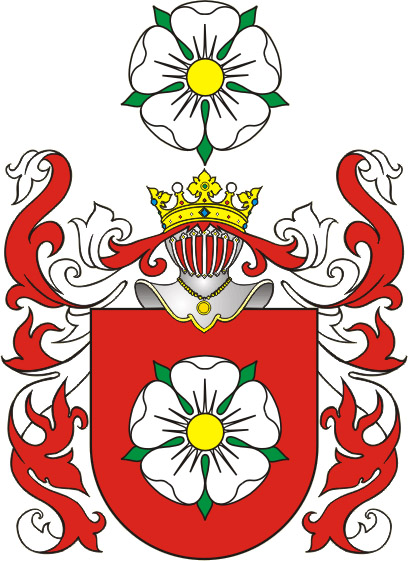
Herb Poraj
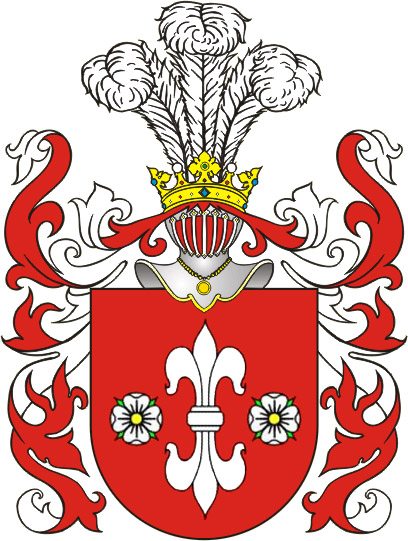
Herb Poronia
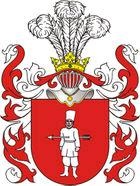
Herb Późniak
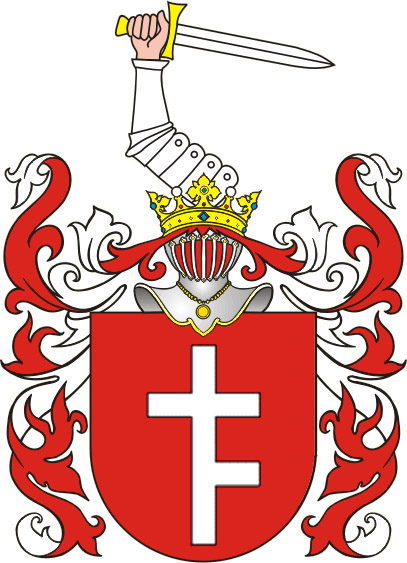
Herb Prus I
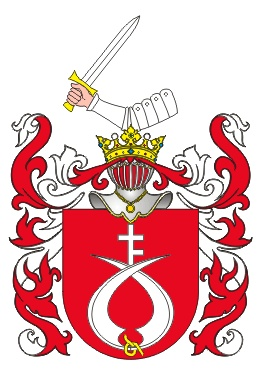
Herb Pus II (Wilczekosy)
Herb Prus III
Herb Przegonia
Herb Przerowa
Herb Przyjaciel
Herb Puchała
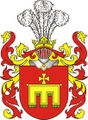
Herb Radwan
Herb Radzisław
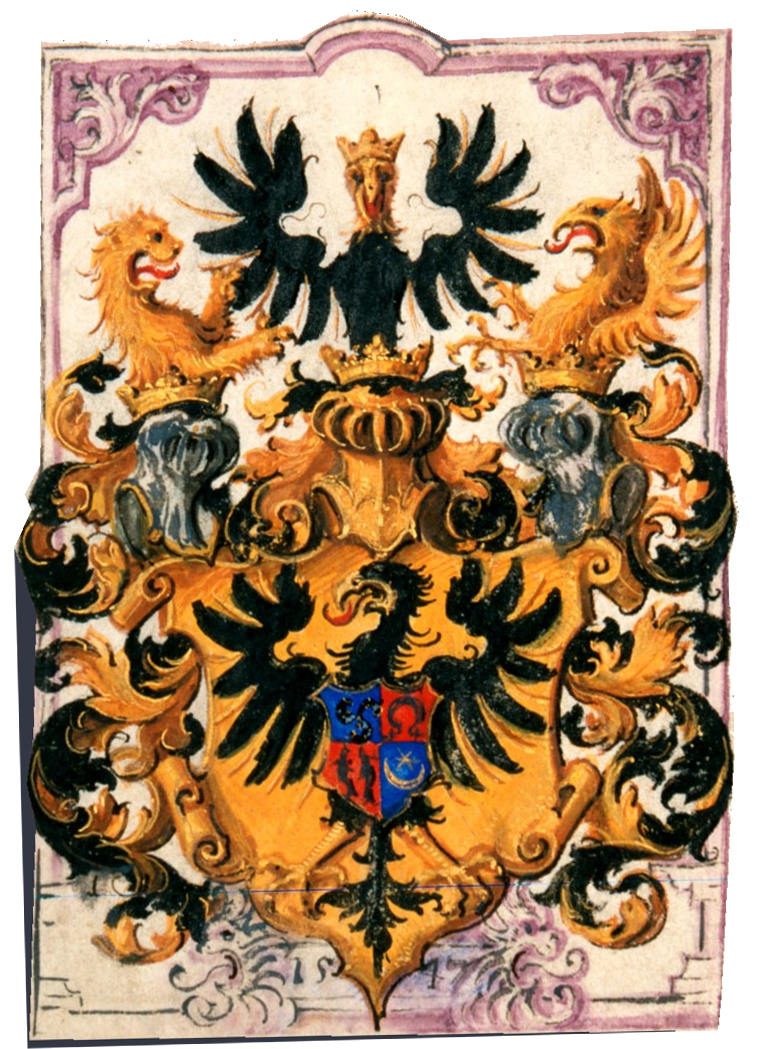
Herb Radziwiłł (Trąby odmiana)
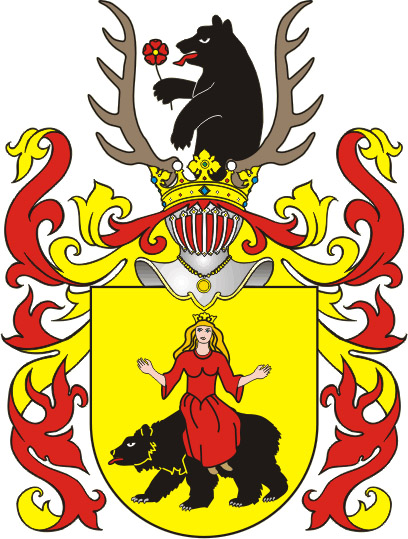
Herb Rawicz
Herb Reszka
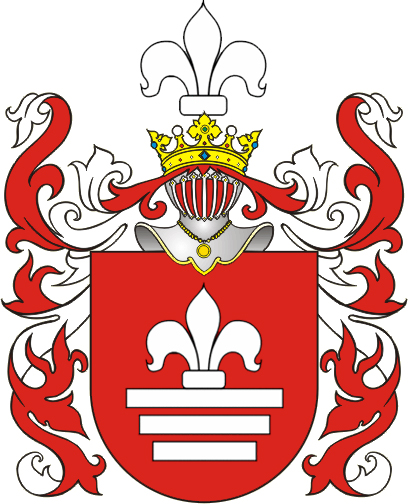
Herb Roch III
Herb Rogala
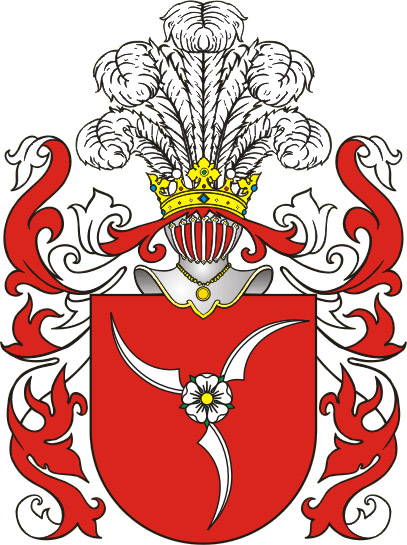
Herb Rola
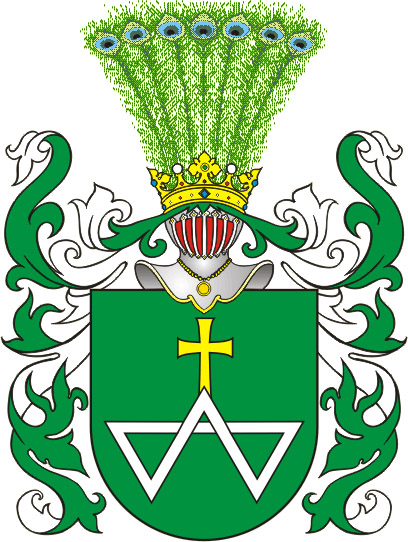
Herb Rozmiar
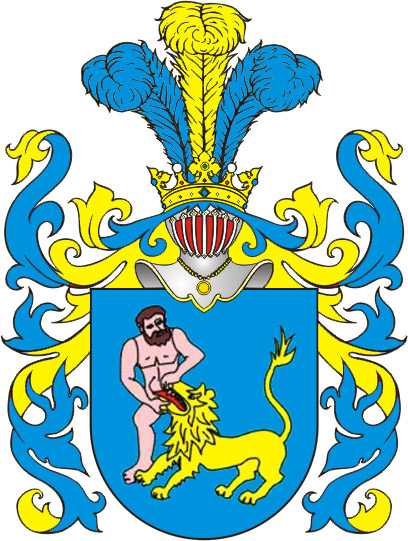
Herb Samson
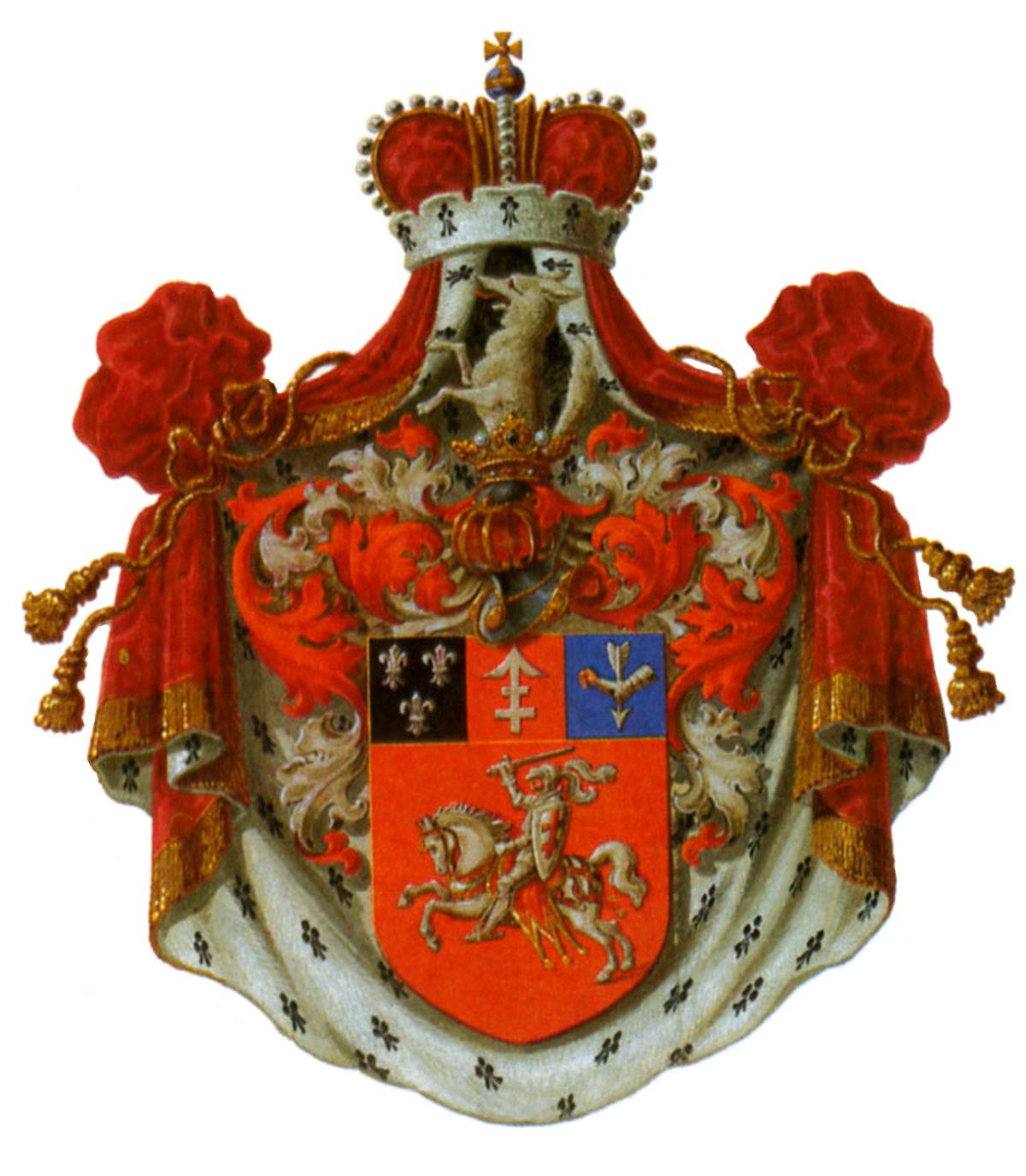
Herb Sapieha (Lis odmiana)
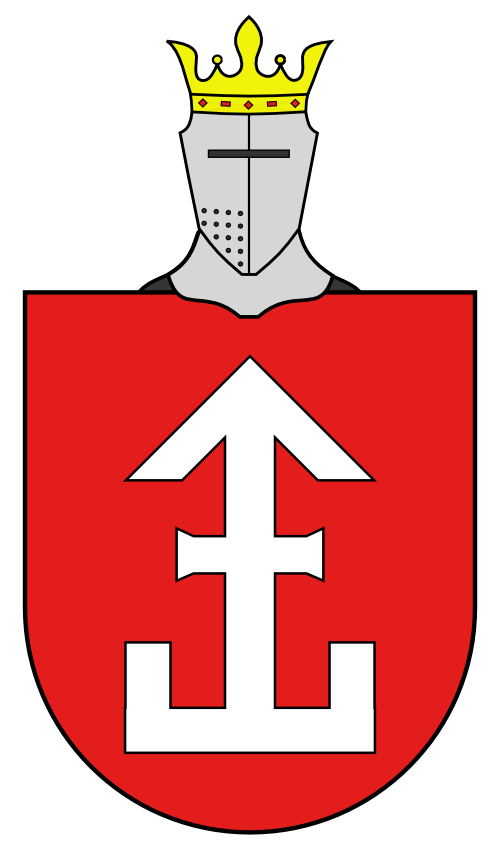
Herb Siekierz
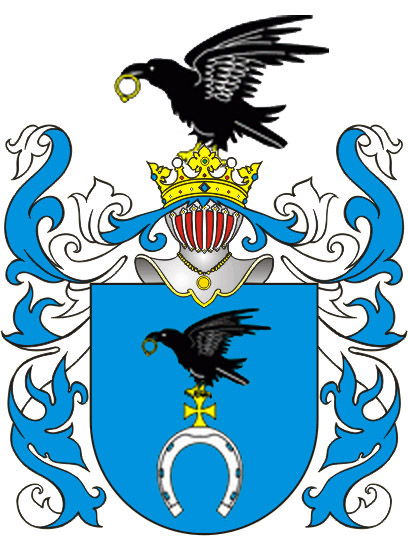
Herb Ślepowron (Bujno, Korwin)
Herb Sołtyk
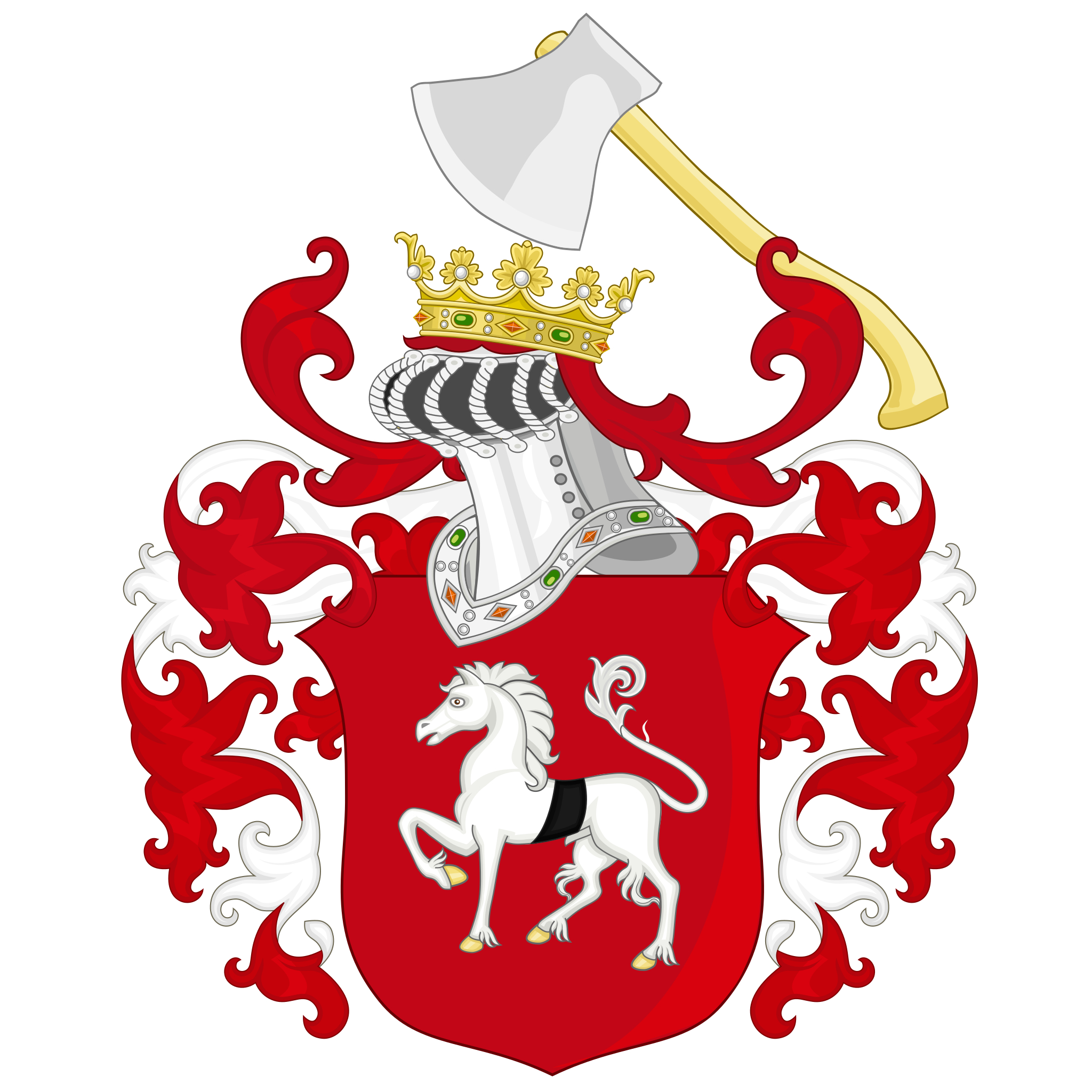
Herb Starykoń
Herb Straszyński
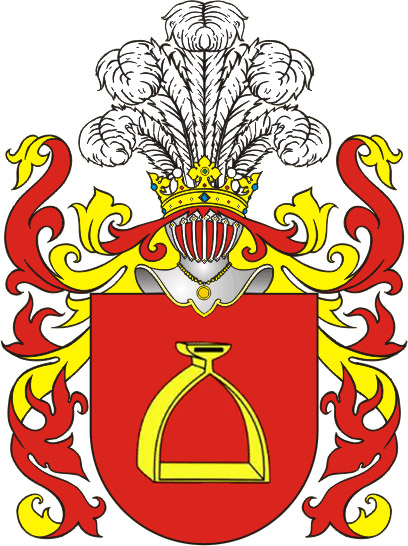
Herb Strzemię
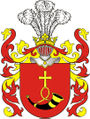
Herb Suchekomnaty
Herb Sulima
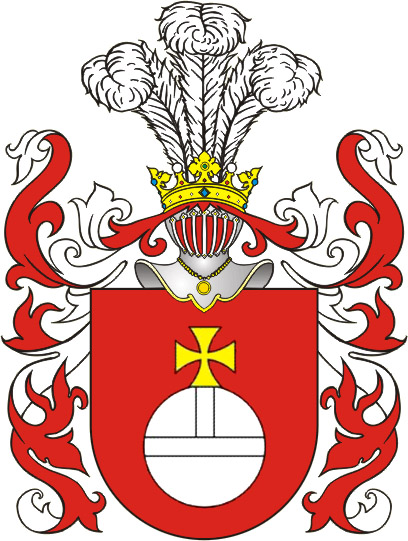
Herb Świąt
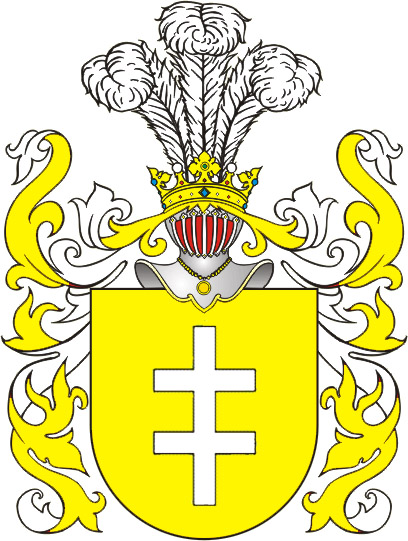
Herb Świeńczyc
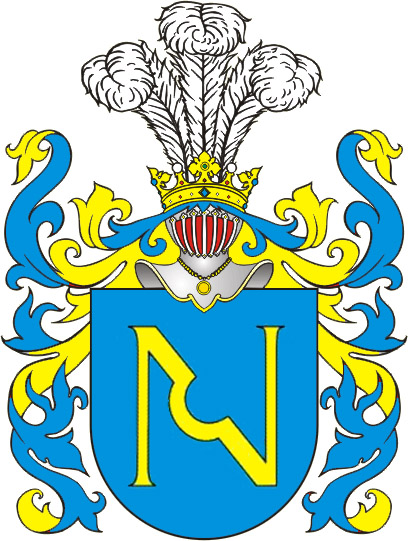
Herb Świerczek
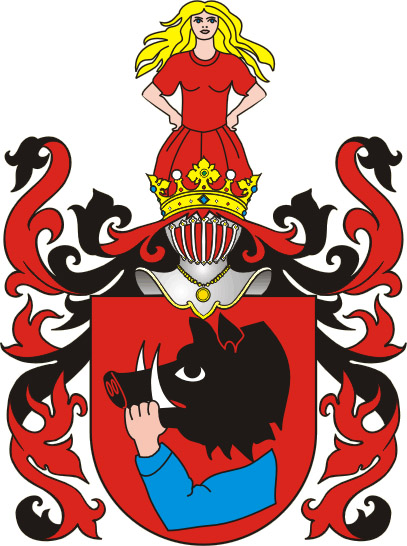
Herb Świnka
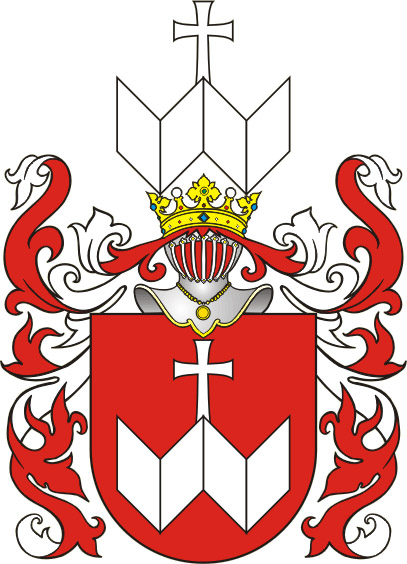
Herb Syrokomla
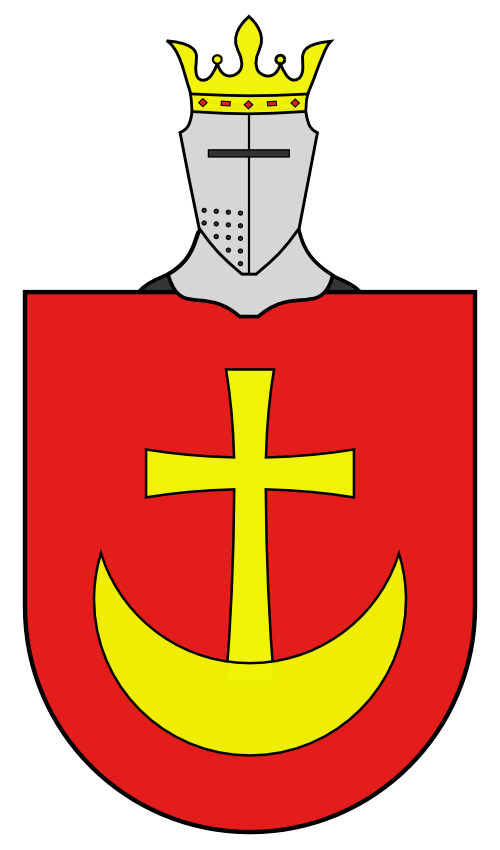
Herb Szeliga
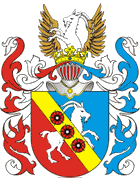
Herb Szembek
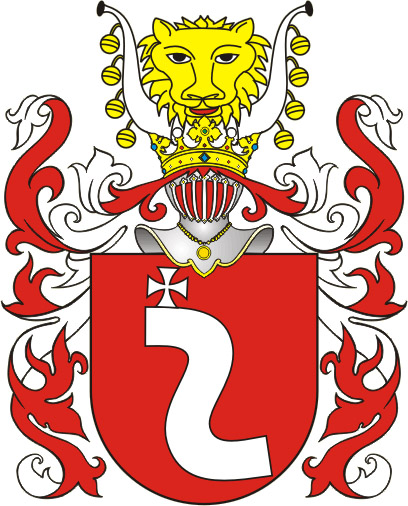
Herb Szreniawa
Herb Tarnawa
Herb Tępa-Podkowa
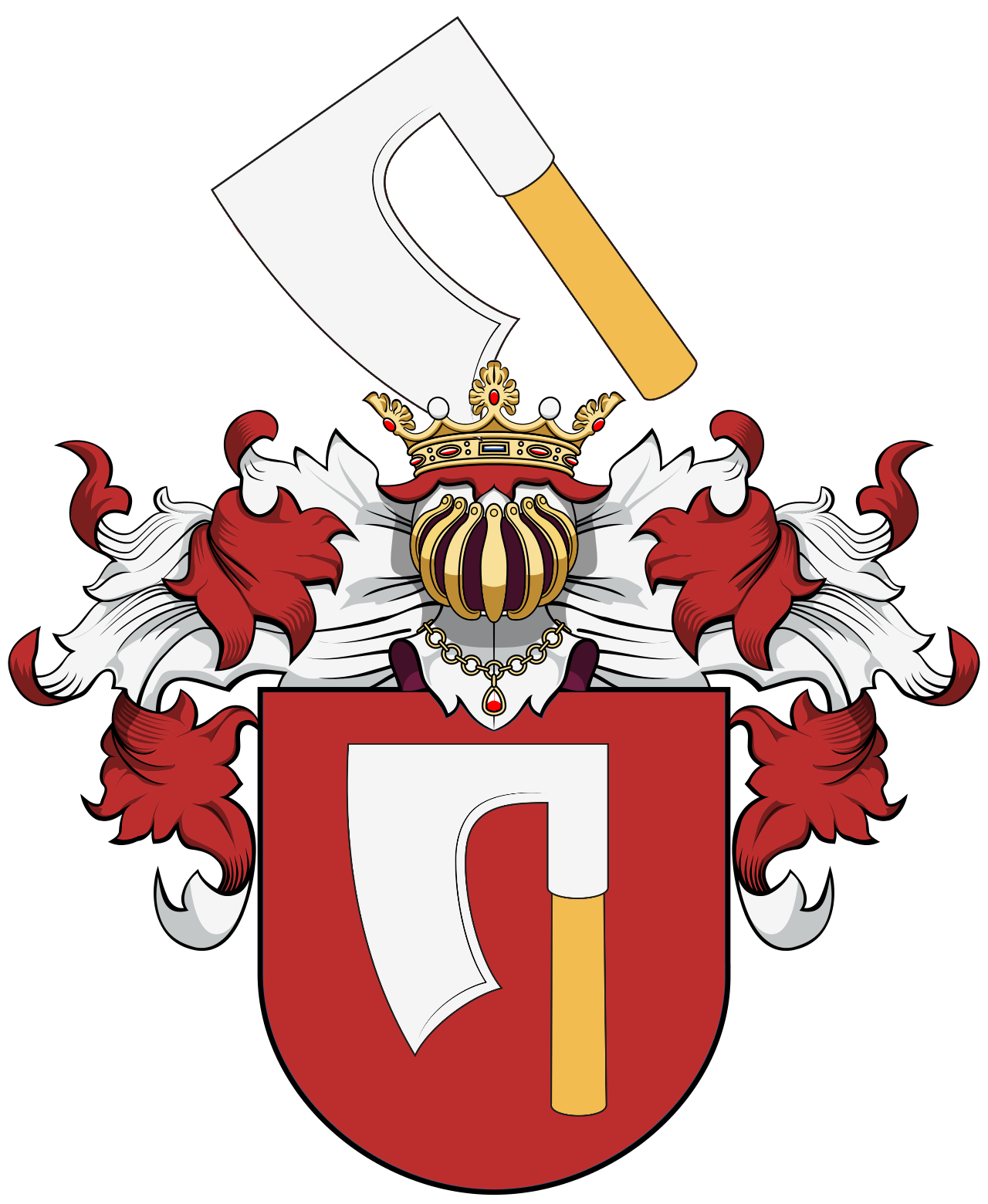
Herb Topór
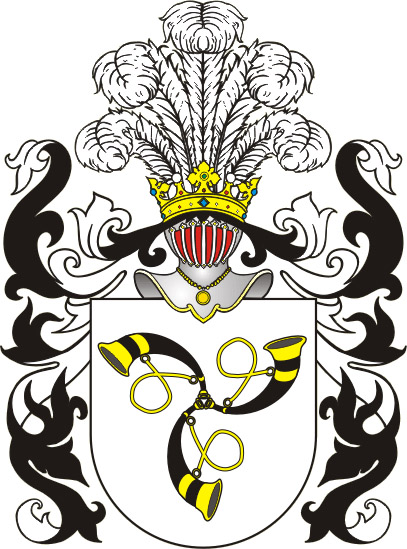
Herb Trąby (en)
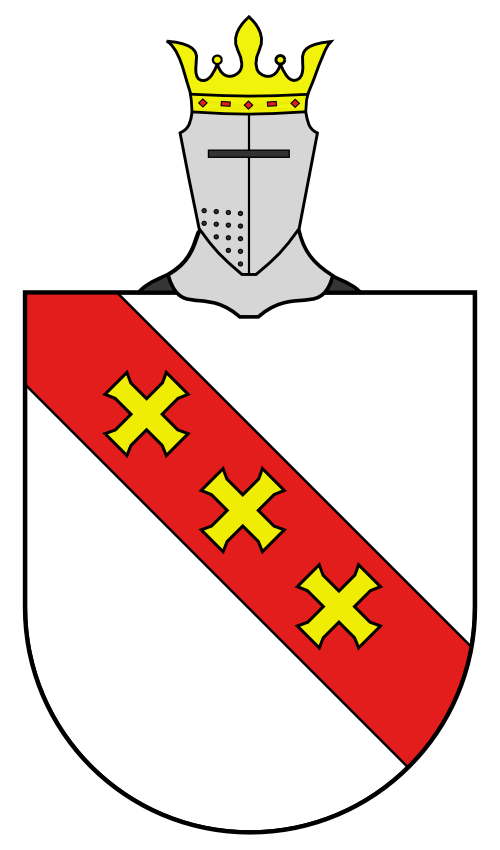
Herb Trestka
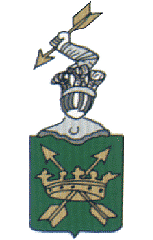
Herb Trójstrzał
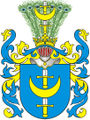
Herb Trzaska
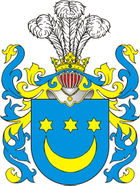
Herb Trzy-Gwiazdy
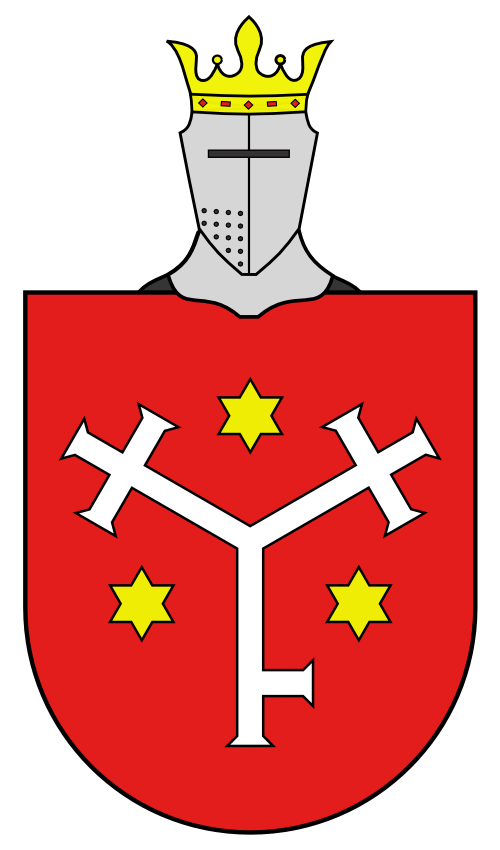
Herb Trzywdar
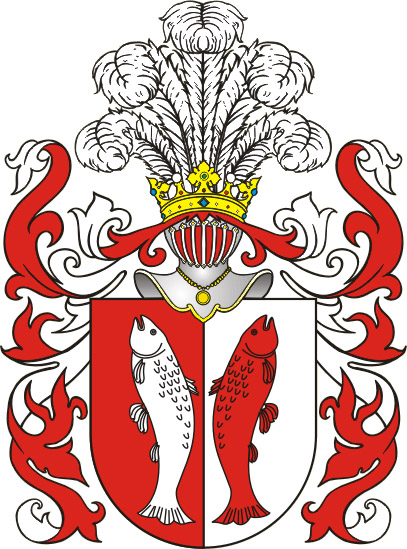
Herb Wadwicz
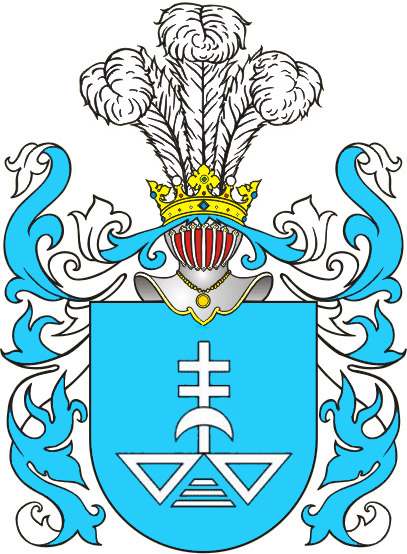
Herb Waga
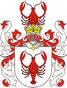
Herb Warnia
Herb Wąż
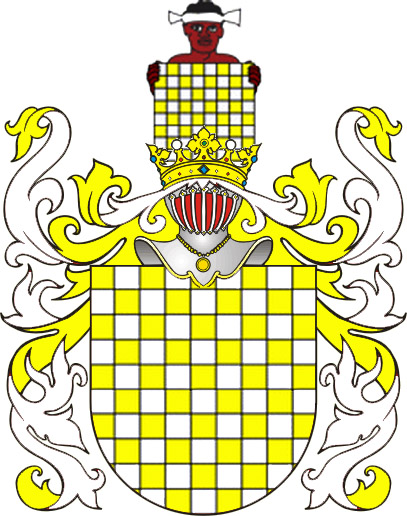
Herb Wczele
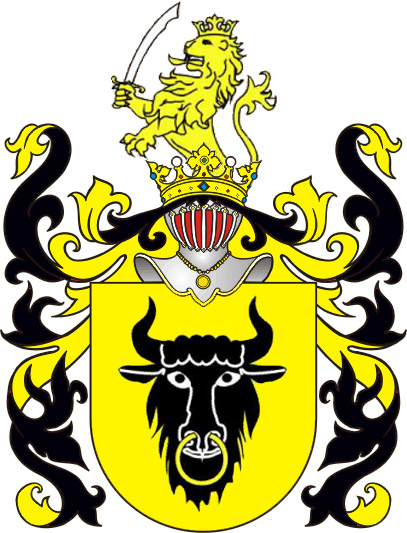
Herb Wieniawa
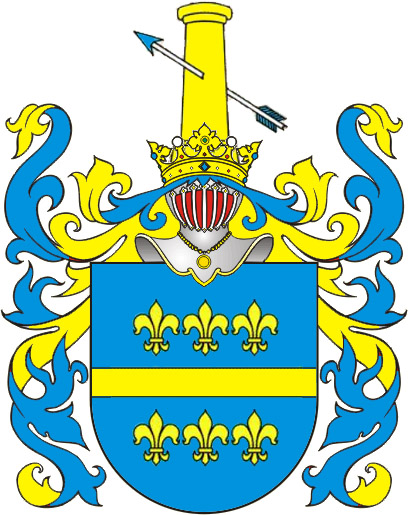
Herb Wierzbna
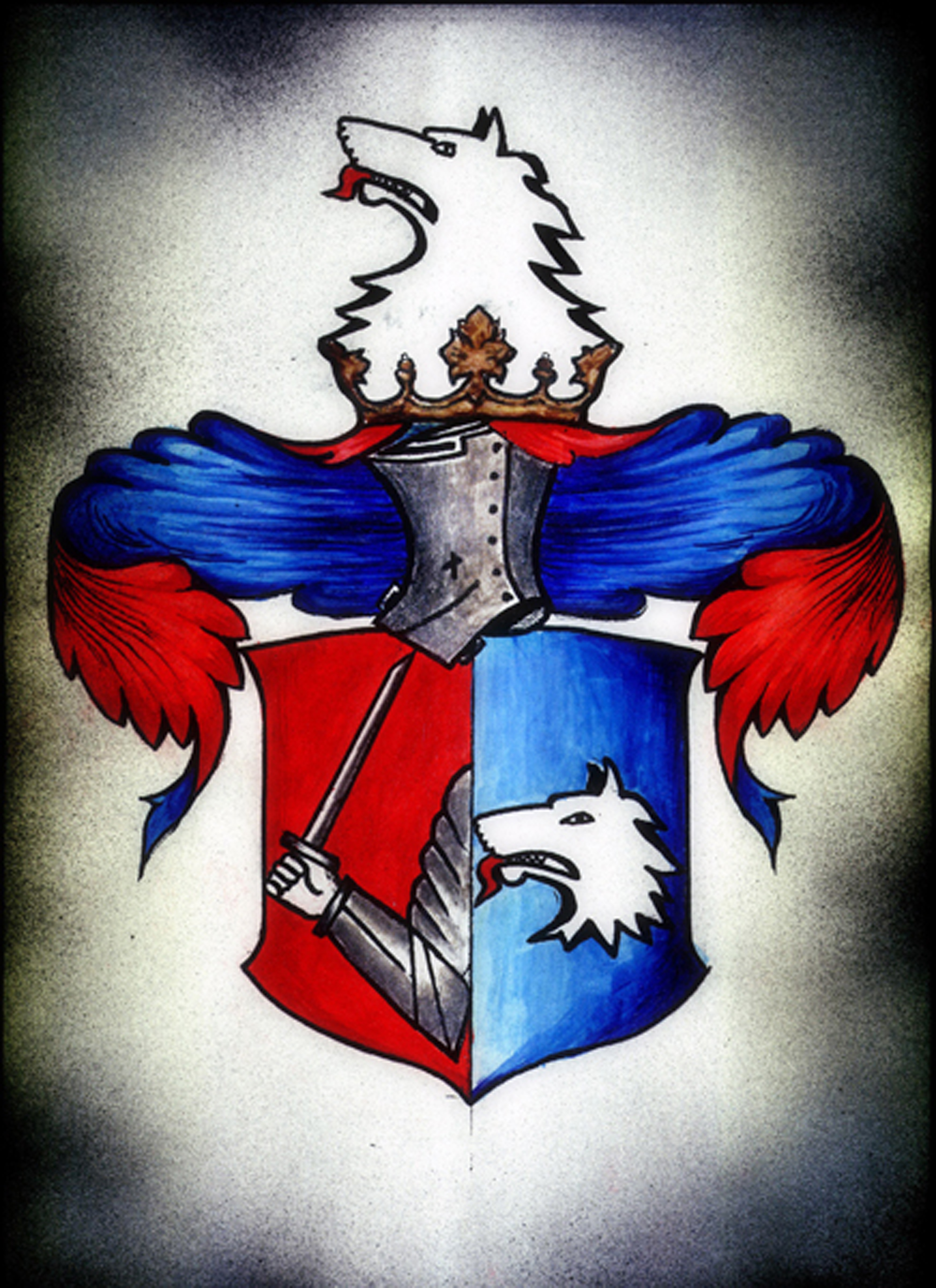
Herb Wilcza-Głowa
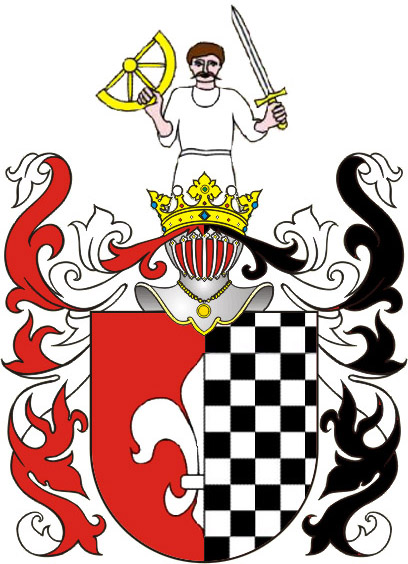
Herb Wyssogota
Herb Zabawa
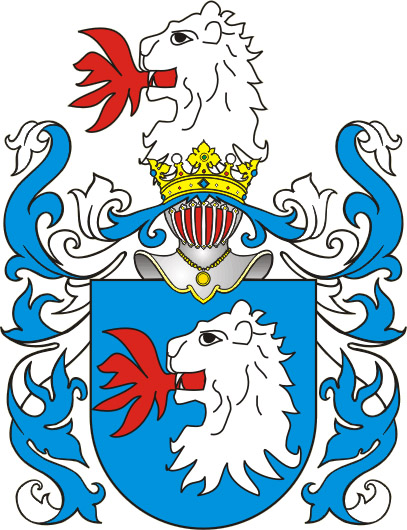
Herb Zadora
Herb Zagłoba
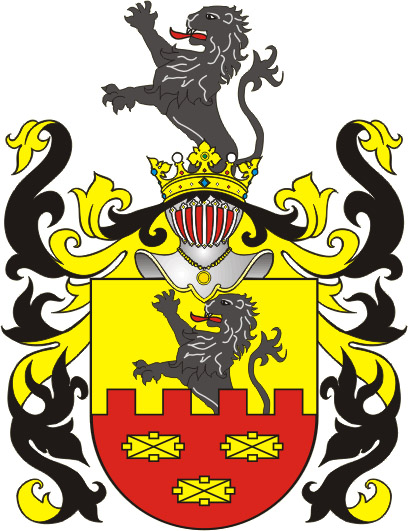
Herb Zaremba
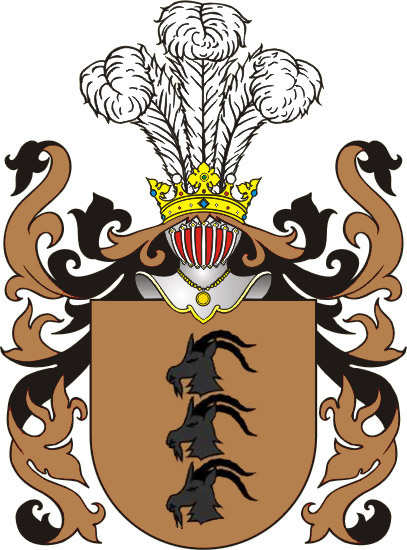
Herb Zerwikaptur
Herb Zgraja (Janina odmiana)

## Quelques blasons personnels

Duc de Varsovie Janusz Ier l’Aîné (c.1340 – 1429)
Prince Józef Antoni Poniatowski, maréchal de France
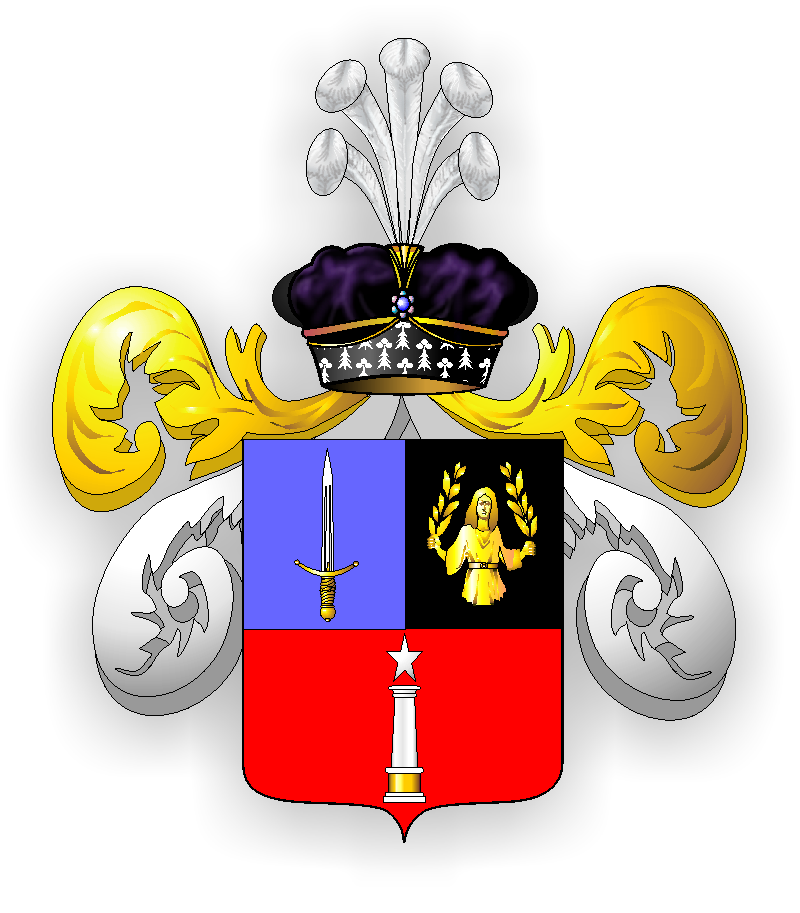
Alexandre Florian Joseph Colonna Walewski, comte d'Empire